# のぞみ (列車)

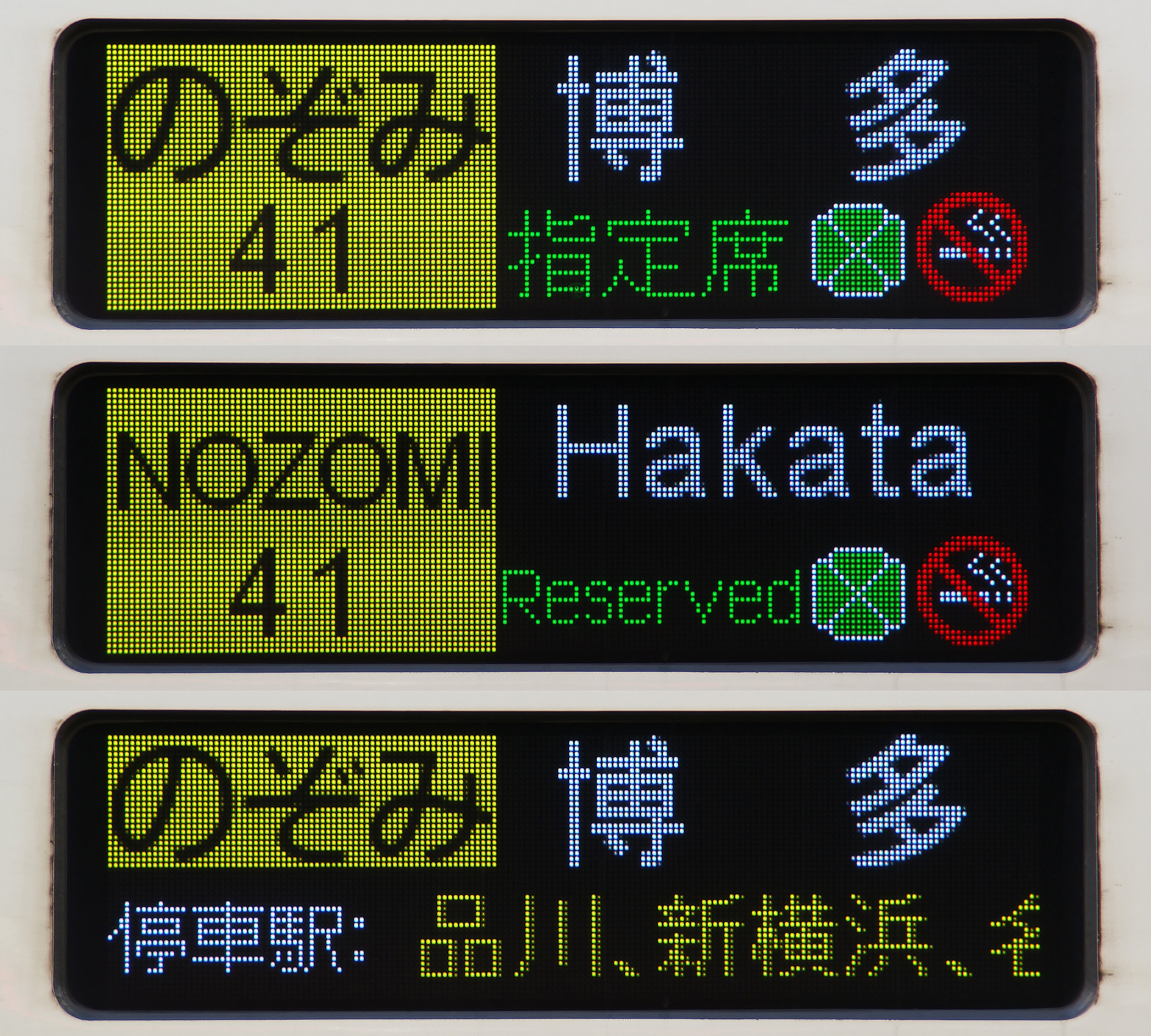
行先表示機などにおける案内では黄色が用いられる。

のぞみは、東海旅客鉄道（JR東海）および西日本旅客鉄道（JR西日本）が、東海道新幹線・山陽新幹線で運行している特別急行列車の愛称。同線における最速達種別として位置付けられ、案内表示では黄色が用いられる。

## 概要
1992年（平成4年）3月14日に、JR東海により、当時運賃の値下げなどにより利用を伸ばしていた航空機に対抗するため、東海道新幹線において、それまでの「ひかり」よりさらに速い種別の列車として新たに誕生した。東京 - 新大阪間を従来の最速列車よりも19分早い2時間30分で結び、運行車両には東海道区間の当時最高速となる270km/hでの運転に対応した第三世代車両である300系を充当し、特急料金体系もそれまでの「ひかり」「こだま」とは別体系のものを用意する（詳細は後述）など、それまでの新幹線列車とは別格と位置づけられていた。翌1993年にはJR西日本との共同運行により山陽新幹線区間でも運行を開始し、以後東海道・山陽新幹線における最速達列車として位置付けられている。
東海道・山陽新幹線の全区間を走破する東京 - 博多間の列車の運行距離（1069.1km、営業キロは1174.9 km）は在来線も含めた日本の鉄道の定期旅客列車では最長の長さである。充当される車両は東海道・山陽新幹線での新型車登場の度に優先的に充当されており、最高速度も運行開始当初の300系の270km/hから500系・N700系の300km/hまで向上している。
太平洋ベルト地帯の主要都市を結び、13の都府県を走破して、静岡県、岐阜県、滋賀県を除いた10都府県に停車駅がある（山口県の駅は一部停車のみで全列車停車駅はない。東京都・京都府・大阪府・福岡県の駅には全列車が停車する）。都道府県庁所在地（東京都は23区内）は10都市、政令指定都市は12都市を走行するが、川崎市、静岡市、浜松市（通過都市のみ、東京は政令指定都市でない）を除く9都市を結んでいる。

### 列車名
1991年12月6日にJR東海から発表された。列車名はJR東海の社内で仮称「スーパーひかり」の本採用を回避すべく別の名称を用意したもので、かつての修学旅行列車の名称だった「きぼう」をアレンジする形での命名ともいわれている。
その後、名称決定委員の一人、阿川佐和子が父の阿川弘之より「日本国鉄の列車の名前は歴代全て大和言葉でつけられてきた」とのアドバイスを受け、委員会の最後に父の言葉とともに、最有力候補となっていた「希望（きぼう）」を大和言葉にすると「のぞみ」になると進言したものが採用されたとのことである。
のちにJR東海会長となる葛西敬之によると、阿川弘之はかつて超特急「燕」にも採用された「つばめ」を推したという。1000を超える候補を「すばる」「あすか」などを含む20に絞ったうえで、外部有識者として阿川のほか斎藤茂太、牧野昇の意見を聞いて最終決定に至った。偶然だが、戦前の朝鮮総督府鉄道・南満洲鉄道では「のぞみ」と「ひかり」は姉妹列車の間柄であった。

## 運行概況

### 所要時間
| 1時間35 - 40分    | 名古屋           |                 |                |                 |              |      |
| 2時間11 - 15分    | 34 - 35分        | 京都            |                |                 |              |      |
| 2時間27 - 30分    | 49 - 50分        | 13分 - 14分     | 新大阪         |                 |              |      |
| 3時間13 - 21分    | 1時間35 - 40分   | 59分 - 1時間5分 | 44 - 49分      | 岡山            |              |      |
| 3時間53分 - 57分  | 2時間13 - 16分   | 1時間37 - 41分  | 1時間21 - 25分 | 35 - 40分       | 広島         |      |
| 4時間57分 - 5時間 | 3時間19分 - 20分 | 2時間43 - 44分  | 2時間28分      | 1時間42分 -43分 | 1時間2 - 6分 | 博多 |

現在は東京駅から新大阪駅までが日中の標準的な所要時間が2時間27分 - 30分。博多駅までは平均4時間57 - 5時間で結ぶ。なお、2024年3月16日以降においては、東京 - 博多間の下り最速列車は1号が4時間52分で結ぶ。上り最速列車は東京行き最終の64号が4時間45分であり、新大阪 - 博多間についても64号が最速で2時間21分で結ぶ。東京 - 新大阪間の最速所要時間はのぞみ64号・のぞみ273号 の2時間21分である。
2020年3月改正時点では、東海道新幹線内のすべての車両がN700系に統一され、日中時間帯に運行されるすべての「のぞみ」の東京 - 新大阪間での所要時間が2時間30分以内に短縮されたほか、2時間27分運転の列車も1時間に6本まで増加した。
2013年3月15日改正以前は、早朝に出発もしくは深夜に終着駅に到着する列車および東京発毎時10分、博多発毎時30分の「のぞみ」以外は、緊急時の代走を考慮して700系の運転曲線でダイヤが組まれていたことと、山陽新幹線内ではほとんどの「のぞみ」が選択停車を行っているため、列車によって多少の差があった。翌3月16日のダイヤ改正に伴い臨時「のぞみ」以外がN700系の運転曲線に改められ、新大阪 - 博多間の標準所要時間は原則2時間30分以下に短縮（一部列車を除く）、東京 - 博多間も原則5時間10分を切るダイヤで運行されるようになった。2017年3月のダイヤ改正では山陽新幹線ATC改良 に伴い東京 - 博多間4時間46分 と宣伝されている。

### 停車駅
現行ダイヤ（2024年3月16日ダイヤ改正）においては、平日の日中は毎時5本運転を基本としており、定期列車は東京駅 - 博多駅間に毎時2本、東京駅 - 広島駅間に毎時1本、東京駅 - 新大阪駅間に毎時1本が運転され、これに不定期列車として東京駅 - 新大阪駅間に毎時1本が運転されている。東京駅基準で毎時00分発が新大阪行き、12・30分発が博多行き、48分が広島または博多行きで、毎時21・39分発に臨時の新大阪行きが設定される。これ以外にも時間帯や曜日、繁忙期に対応する増発用の時刻が設定されており、最大毎時12本の運行を可能としている。
運行区間は前述のとおり「東京駅 - 博多駅」「東京駅 - 広島駅」「東京駅 - 新大阪駅」を基本とするが、運行時間帯を有効活用する観点から「品川駅→博多駅」（朝の下り1本のみ）、「名古屋駅 - 博多駅」（朝の下り2本と夜の上り2本のみ）のほか、朝の上り・夜の下り限定で岡山駅・姫路駅・名古屋駅を発着する列車の設定がある。
東海道区間の停車駅は、全列車が東京駅・品川駅・新横浜駅・名古屋駅・京都駅・新大阪駅で統一されている。
一方、山陽区間においては新大阪駅・新神戸駅・岡山駅・広島駅・小倉駅・博多駅に全列車が停車し、姫路駅・福山駅・徳山駅・新山口駅に一部列車が停車（選択停車）と、列車により停車駅が分かれている。
西明石駅には下り最終姫路行きと、上りの当駅始発東京行きのみ停車し、それ以外の列車は通過する。
- 東京駅 - 博多駅間列車（品川駅発・名古屋駅発着を含む）：姫路駅・福山駅・徳山駅・新山口駅のうち1駅に停車（64号のみ4駅とも通過）する。なお徳山駅は下り5本、上り4本のみ停車する。
- 東京駅 - 広島駅間列車：大半の列車が姫路駅に、約半数の列車が福山駅に停車する。
- 東京駅 - 岡山駅間列車 : 下り最終を除く全列車が姫路駅に停車する。
- 東京駅 - 姫路駅間列車 : 下り列車のみ西明石駅に停車する。

| 号数                     | 運行本数＼駅      | 東京駅 | 品川駅 | 新横浜駅 | 名古屋駅 | 京都駅 | 新大阪駅 | 新神戸駅 | 西明石駅 | 姫路駅 | 岡山駅 | 福山駅 | 広島駅 | 徳山駅 | 新山口駅 | 小倉駅 | 博多駅 | 備考        |
| ------------------------ | ----------------- | ------ | ------ | -------- | -------- | ------ | -------- | -------- | -------- | ------ | ------ | ------ | ------ | ------ | -------- | ------ | ------ | ----------- |
| 1-60・62・64号           | 下り13本/上り14本 | ●      | ●      | ●        | ●        | ●      | ●        | ●        | －       | －     | ●      | －     | ●      | －     | ●        | ●      | ●      |             |
| 1-60・62・64号           | 下り11本/上り9本  | ●      | ●      | ●        | ●        | ●      | ●        | ●        | －       | －     | ●      | ●      | ●      | －     | －       | ●      | ●      |             |
| 1-60・62・64号           | 下り4本/上り4本   | ●      | ●      | ●        | ●        | ●      | ●        | ●        | －       | －     | ●      | －     | ●      | ●      | －       | ●      | ●      |             |
| 1-60・62・64号           | 下り2本/上り4本   | ●      | ●      | ●        | ●        | ●      | ●        | ●        | －       | ●      | ●      | －     | ●      | －     | －       | ●      | ●      |             |
| 1-60・62・64号           | 上り1本           | ●      | ●      | ●        | ●        | ●      | ●        | ●        | ←        | ←      | ●      | ←      | ●      | ←      | ←        | ●      | ●      | のぞみ64号  |
| 270・272・275・277号     | 下り1本/上り1本   |        |        |          | ●        | ●      | ●        | ●        | －       | －     | ●      | ●      | ●      | －     | －       | ●      | ●      |             |
| 270・272・275・277号     | 下り1本/上り1本   |        |        |          | ●        | ●      | ●        | ●        | －       | －     | ●      | －     | ●      | －     | ●        | ●      | ●      |             |
| 99号                     | 下り1本           |        | ●      | ●        | ●        | ●      | ●        | ●        | →        | →      | ●      | →      | ●      | ●      | →        | ●      | ●      |             |
| 61・63・65-98・100-104号 | 下り8本/上り8本   | ●      | ●      | ●        | ●        | ●      | ●        | ●        | －       | ●      | ●      | －     | ●      |        |          |        |        |             |
| 61・63・65-98・100-104号 | 下り1本/上り5本   | ●      | ●      | ●        | ●        | ●      | ●        | ●        | －       | －     | ●      | ●      | ●      |        |          |        |        |             |
| 61・63・65-98・100-104号 | 下り5本/上り2本   | ●      | ●      | ●        | ●        | ●      | ●        | ●        | －       | ●      | ●      | ●      | ●      |        |          |        |        |             |
| 61・63・65-98・100-104号 | 下り2本/上り3本   | ●      | ●      | ●        | ●        | ●      | ●        | ●        | －       | ●      | ●      |        |        |        |          |        |        |             |
| 61・63・65-98・100-104号 | 下り1本           | ●      | ●      | ●        | ●        | ●      | ●        | ●        | →        | →      | ●      |        |        |        |          |        |        | のぞみ93号  |
| 61・63・65-98・100-104号 | 下り1本           | ●      | ●      | ●        | ●        | ●      | ●        | ●        | ●        | ●      |        |        |        |        |          |        |        | のぞみ95号  |
| 61・63・65-98・100-104号 | 上り1本           | ●      | ●      | ●        | ●        | ●      | ●        | ●        | ●        |        |        |        |        |        |          |        |        | のぞみ66号  |
| 61・63・65-98・100-104号 | 上り1本           | ●      | ●      | ●        | ●        | ●      | ●        | ●        | ←        | ●      |        |        |        |        |          |        |        | のぞみ68号  |
| 268・210-273号           | 下り32本/上り28本 | ●      | ●      | ●        | ●        | ●      | ●        |          |          |        |        |        |        |        |          |        |        |             |
| 268・210-273号           | 上り1本           | ●      | ●      | ●        | ●        |        |          |          |          |        |        |        |        |        |          |        |        | のぞみ268号 |

- ● … 停車
- － → … 通過

#### 停車駅の変遷

##### 2009年3月14日ダイヤ改正
この時点で既に現行のダイヤパターンとほぼ同じとなっていたが、日中の山陽新幹線直通は博多行き毎時2本（東京発毎時10分・30分）と広島行き毎時1本（東京発毎時50分）に設定されており、博多行きの1本と広島行きは原則N700系が充当されていた。
| 号数        | 運行本数          | 東京駅 | 品川駅 | 新横浜駅 | 名古屋駅 | 京都駅 | 新大阪駅 | 新神戸駅 | 姫路駅 | 岡山駅 | 福山駅 | 広島駅 | 徳山駅 | 新山口駅 | 小倉駅 | 博多駅 | 備考                                    |
| ----------- | ----------------- | ------ | ------ | -------- | -------- | ------ | -------- | -------- | ------ | ------ | ------ | ------ | ------ | -------- | ------ | ------ | --------------------------------------- |
| 1 - 58号    | 下り13本/上り11本 | ●      | ●      | ●        | ●        | ●      | ●        | ●        | －     | ●      | ●      | ●      | －     | －       | ●      | ●      |                                         |
| 1 - 58号    | 下り11本/上り12本 | ●      | ●      | ●        | ●        | ●      | ●        | ●        | ○      | ●      | ○      | ●      | －     | ●        | ●      | ●      | 上り1本のみ福山停車 上り1本のみ姫路停車 |
| 1 - 58号    | 下り2本/上り3本   | ●      | ●      | ●        | ●        | ●      | ●        | ●        | －     | ●      | ○      | ●      | ●      | －       | ●      | ●      | 上り1本のみ福山停車                     |
| 1 - 58号    | 下り2本/上り3本   | ●      | ●      | ●        | ●        | ●      | ●        | ●        | －     | ●      | －     | ●      | －     | －       | ●      | ●      |                                         |
| 95 - 99号   | 下り1本/上り1本   |        |        |          | ●        | ●      | ●        | ●        | －     | ●      | ●      | ●      | －     | －       | ●      | ●      |                                         |
| 95 - 99号   | 下り2本/上り1本   |        | ○      | ○        | ●        | ●      | ●        | ●        | －     | ●      | －     | ●      | －     | ●        | ●      | ●      | 下り1本は品川始発                       |
| 100 - 140号 | 下り14本/上り15本 | ●      | ●      | ●        | ●        | ●      | ●        | ●        | ●      | ●      | ○      | ●      |        |          |        |        | 下り2本/上り2本は福山停車               |
| 100 - 140号 | 下り1本/上り2本   | ●      | ●      | ●        | ●        | ●      | ●        | ●        | －     | ●      | ○      | ●      |        |          |        |        | 下り1本/上り1本は福山停車               |
| 100 - 140号 | 下り2本/上り2本   | ●      | ●      | ●        | ●        | ●      | ●        | ●        | ●      | ●      |        |        |        |          |        |        |                                         |
| 100 - 140号 | 下り1本/上り2本   | ●      | ●      | ●        | ●        | ●      | ●        | ●        | ○      |        |        |        |        |          |        |        | 上り1本は西明石始発                     |
| 200 - 269号 | 下り35本/上り34本 | ●      | ●      | ●        | ●        | ●      | ●        |          |        |        |        |        |        |          |        |        |                                         |
| 298号       | 上り1本           | ●      | ●      | ●        | ●        |        |          |          |        |        |        |        |        |          |        |        |                                         |
| 600・601号  | 下り1本/上り1本   |        |        |          |          |        | ●        | ●        | －     | ●      | －     | ●      | －     | －       | ●      | ●      |                                         |

- ● … 停車
- ○ … 一部列車のみ停車
- － … 通過

##### 2010年3月13日ダイヤ改正
基本的に2011年3月12日以降と同じだが、山陽新幹線内で完結する、新神戸駅・岡山駅・広島駅・小倉駅のみ停車の最速達タイプの列車が1往復運行されていた。一方で、2010年の改正では東海道新幹線からの直通列車における定期列車での最速達タイプの運行が終了している。
| 号数        | 運行本数          | 東京駅 | 品川駅 | 新横浜駅 | 名古屋駅 | 京都駅 | 新大阪駅 | 新神戸駅 | 姫路駅 | 岡山駅 | 福山駅 | 広島駅 | 徳山駅 | 新山口駅 | 小倉駅 | 博多駅 | 備考                      |
| ----------- | ----------------- | ------ | ------ | -------- | -------- | ------ | -------- | -------- | ------ | ------ | ------ | ------ | ------ | -------- | ------ | ------ | ------------------------- |
| 1 - 66号    | 下り12本/上り13本 | ●      | ●      | ●        | ●        | ●      | ●        | ●        | －     | ●      | ●      | ●      | ○      | －       | ●      | ●      | 上り2本のみ徳山停車       |
| 1 - 66号    | 下り11本/上り12本 | ●      | ●      | ●        | ●        | ●      | ●        | ●        | ○      | ●      | －     | ●      | －     | ●        | ●      | ●      | 上り1本のみ姫路停車       |
| 1 - 66号    | 下り6本/上り6本   | ●      | ●      | ●        | ●        | ●      | ●        | ●        | ●      | ●      | －     | ●      | －     | －       | ●      | ●      |                           |
| 1 - 66号    | 下り3本/上り2本   | ●      | ●      | ●        | ●        | ●      | ●        | ●        | －     | ●      | －     | ●      | ○      | －       | ●      | ●      | 上り1本のみ徳山通過       |
| 95 - 99号   | 下り1本/上り1本   |        |        |          | ●        | ●      | ●        | ●        | －     | ●      | ●      | ●      | －     | －       | ●      | ●      |                           |
| 95 - 99号   | 下り2本/上り1本   |        | ○      | ○        | ●        | ●      | ●        | ●        | －     | ●      | －     | ●      | －     | ●        | ●      | ●      | 下り1本のみ品川始発       |
| 100 - 132号 | 下り7本/上り8本   | ●      | ●      | ●        | ●        | ●      | ●        | ●        | ●      | ●      | －     | ●      |        |          |        |        |                           |
| 100 - 132号 | 下り3本/上り3本   | ●      | ●      | ●        | ●        | ●      | ●        | ●        | ○      | ●      | ●      | ●      |        |          |        |        | 下り1本/上り2本が姫路通過 |
| 100 - 132号 | 下り1本/上り2本   | ●      | ●      | ●        | ●        | ●      | ●        | ●        | －     | ●      | －     | ●      |        |          |        |        |                           |
| 100 - 132号 | 下り2本/上り2本   | ●      | ●      | ●        | ●        | ●      | ●        | ●        | ●      | ●      |        |        |        |          |        |        |                           |
| 100 - 132号 | 下り1本/上り2本   | ●      | ●      | ●        | ●        | ●      | ●        | ●        | ○      |        |        |        |        |          |        |        | 上り1本のみ西明石始発     |
| 200 - 269号 | 下り35本/上り30本 | ●      | ●      | ●        | ●        | ●      | ●        |          |        |        |        |        |        |          |        |        |                           |
| 298号       | 上り1本           | ●      | ●      | ●        | ●        |        |          |          |        |        |        |        |        |          |        |        |                           |
| 600・601号  | 下り1本/上り1本   |        |        |          |          |        | ●        | ●        | －     | ●      | －     | ●      | －     | －       | ●      | ●      |                           |

- ● … 停車
- ○ … 一部列車のみ停車
- － … 通過

##### 2011年3月12日ダイヤ改正
2011年3月12日のダイヤ改正以降は全列車が東海道・山陽新幹線直通または東海道新幹線内のみ運行となっており、山陽新幹線内のみ運行の「のぞみ」は「みずほ」に吸収された形で消滅した。
東海道・山陽新幹線直通列車は、全列車（臨時列車は除く）にN700系が充当されている。博多・広島行きは東京発が毎時10・30・50分発に統一されており、50分発は日中は広島行きとなる。博多駅では毎時0分・30分（時間帯によっては40分または44分も）に東京行きが設定されている。途中停車駅は品川駅・新横浜駅・名古屋駅・京都駅・新大阪駅・新神戸駅・岡山駅・広島駅・小倉駅と、姫路駅・福山駅・徳山駅・新山口駅のうちの1駅が基本で、博多発上り1本は全列車停車の9駅のみ停車、広島発着列車のうちの3本のみが姫路駅・福山駅の両駅に停車する。また、神戸空港への対抗策として西明石駅6時始発の上り東京行きも1本が設定されている。
東海道新幹線内運行の列車は、東京毎時00分発と16時以降の東京毎時20分発が基本で、ほかに東京毎時13・20・23・40・47分発の臨時列車が設定されている。途中停車駅は全列車とも品川駅・新横浜駅・名古屋駅・京都駅で統一されている。
| 号数        | 運行本数          | 東京駅 | 品川駅 | 新横浜駅 | 名古屋駅 | 京都駅 | 新大阪駅 | 新神戸駅 | 姫路駅 | 岡山駅 | 福山駅 | 広島駅 | 徳山駅 | 新山口駅 | 小倉駅 | 博多駅 | 備考                      |
| ----------- | ----------------- | ------ | ------ | -------- | -------- | ------ | -------- | -------- | ------ | ------ | ------ | ------ | ------ | -------- | ------ | ------ | ------------------------- |
| 1 - 66号    | 下り12本/上り12本 | ●      | ●      | ●        | ●        | ●      | ●        | ●        | －     | ●      | －     | ●      | －     | ●        | ●      | ●      |                           |
| 1 - 66号    | 下り12本/上り9本  | ●      | ●      | ●        | ●        | ●      | ●        | ●        | －     | ●      | ●      | ●      | －     | －       | ●      | ●      |                           |
| 1 - 66号    | 下り5本/上り7本   | ●      | ●      | ●        | ●        | ●      | ●        | ●        | ●      | ●      | －     | ●      | －     | －       | ●      | ●      |                           |
| 1 - 66号    | 下り3本/上り5本   | ●      | ●      | ●        | ●        | ●      | ●        | ●        | －     | ●      | －     | ●      | ○      | －       | ●      | ●      | 上り1本のみ徳山通過       |
| 95 - 99号   | 下り2本/上り1本   |        | ○      | ○        | ●        | ●      | ●        | ●        | －     | ●      | －     | ●      | －     | ●        | ●      | ●      | 下り1本のみ品川始発       |
| 95 - 99号   | 下り1本/上り1本   |        |        |          | ●        | ●      | ●        | ●        | －     | ●      | ●      | ●      | －     | －       | ●      | ●      |                           |
| 100 - 132号 | 下り7本/上り6本   | ●      | ●      | ●        | ●        | ●      | ●        | ●        | ●      | ●      | －     | ●      |        |          |        |        |                           |
| 100 - 132号 | 下り4本/上り7本   | ●      | ●      | ●        | ●        | ●      | ●        | ●        | ○      | ●      | ●      | ●      |        |          |        |        | 下り1本/上り2本が姫路停車 |
| 100 - 132号 | 下り2本/上り2本   | ●      | ●      | ●        | ●        | ●      | ●        | ●        | ●      | ●      |        |        |        |          |        |        |                           |
| 100 - 132号 | 下り1本/上り2本   | ●      | ●      | ●        | ●        | ●      | ●        | ●        | ○      |        |        |        |        |          |        |        | 上り1本のみ西明石始発     |
| 200 - 269号 | 下り35本/上り30本 | ●      | ●      | ●        | ●        | ●      | ●        |          |        |        |        |        |        |          |        |        |                           |
| 298号       | 上り1本           | ●      | ●      | ●        | ●        |        |          |          |        |        |        |        |        |          |        |        |                           |

- ● … 停車
- ○ … 一部列車のみ停車
- － … 通過

##### 2015年3月14日ダイヤ改正
東海道・山陽新幹線直通列車は、全列車（臨時列車は除く）にN700系が充当されている。博多・広島行きは東京発が毎時10・30・50分発で、50分発は広島行きであるが、多客期は臨時列車として博多まで延長運転される。博多発毎時4分・32分（時間帯により48分や55分もある）が東京行きであるが、19:28発と20:00発は運行時間に規制がある関係で名古屋止まりとなっている。
途中停車駅は、品川駅・新横浜駅・名古屋駅・京都駅・新大阪駅・新神戸駅・岡山駅・広島駅・小倉駅と姫路駅・福山駅・徳山駅・新山口駅（いずれも東京方面から）のうち1駅が基本。上り東京行きの1本（博多駅18:58発『のぞみ64号』）は全列車停車の途中9駅のみ停車。また、西明石発東京行き『のぞみ100号』と、東京 - 姫路間の1往復、東京 - 岡山間の2往復（このうち1本は西明石駅にも停車）が設定されている。
東海道新幹線内運行の列車は、東京駅毎時00分発が基本（7時以降）で、ほかに毎時13・20・23・40・47分発の臨時列車が設定されている（毎時20分発は、時間帯により定期列車となる）。また山陽新幹線のように選択停車は実施されておらず、途中停車駅は全列車で品川駅・新横浜駅・名古屋駅・京都駅に統一されている。
| 号数        | 運行本数          | 東京駅 | 品川駅 | 新横浜駅 | 名古屋駅 | 京都駅 | 新大阪駅 | 新神戸駅 | 姫路駅 | 岡山駅 | 福山駅 | 広島駅 | 徳山駅 | 新山口駅 | 小倉駅 | 博多駅 | 備考                      |
| ----------- | ----------------- | ------ | ------ | -------- | -------- | ------ | -------- | -------- | ------ | ------ | ------ | ------ | ------ | -------- | ------ | ------ | ------------------------- |
| 1 - 66号    | 下り12本/上り12本 | ●      | ●      | ●        | ●        | ●      | ●        | ●        | －     | ●      | －     | ●      | －     | ●        | ●      | ●      |                           |
| 1 - 66号    | 下り12本/上り9本  | ●      | ●      | ●        | ●        | ●      | ●        | ●        | －     | ●      | ●      | ●      | －     | －       | ●      | ●      |                           |
| 1 - 66号    | 下り5本/上り7本   | ●      | ●      | ●        | ●        | ●      | ●        | ●        | ●      | ●      | －     | ●      | －     | －       | ●      | ●      |                           |
| 1 - 66号    | 下り3本/上り5本   | ●      | ●      | ●        | ●        | ●      | ●        | ●        | －     | ●      | －     | ●      | ○      | －       | ●      | ●      | 上り1本のみ徳山通過       |
| 95 - 99号   | 下り2本/上り1本   |        | ○      | ○        | ●        | ●      | ●        | ●        | －     | ●      | －     | ●      | －     | ●        | ●      | ●      | 下り1本のみ品川始発       |
| 95 - 99号   | 下り1本/上り1本   |        |        |          | ●        | ●      | ●        | ●        | －     | ●      | ●      | ●      | －     | －       | ●      | ●      |                           |
| 100 - 132号 | 下り7本/上り6本   | ●      | ●      | ●        | ●        | ●      | ●        | ●        | ●      | ●      | －     | ●      |        |          |        |        |                           |
| 100 - 132号 | 下り4本/上り7本   | ●      | ●      | ●        | ●        | ●      | ●        | ●        | ○      | ●      | ●      | ●      |        |          |        |        | 下り1本/上り2本が姫路停車 |
| 100 - 132号 | 下り2本/上り2本   | ●      | ●      | ●        | ●        | ●      | ●        | ●        | ●      | ●      |        |        |        |          |        |        |                           |
| 100 - 132号 | 下り1本/上り2本   | ●      | ●      | ●        | ●        | ●      | ●        | ●        | ○      | ●      |        |        |        |          |        |        | 上り1本のみ西明石始発     |
| 200 - 269号 | 下り35本/上り30本 | ●      | ●      | ●        | ●        | ●      | ●        |          |        |        |        |        |        |          |        |        |                           |
| 298号       | 上り1本           | ●      | ●      | ●        | ●        |        |          |          |        |        |        |        |        |          |        |        |                           |

- ● … 停車
- ○ … 一部列車のみ停車
- － … 通過

### 使用車両・編成
| 形式    | 営業最高速度 （単位：km/h） | 営業最高速度 （単位：km/h） | 使用期間        |
| 形式    | 東海道                      | 山陽                        | 使用期間        |
| ------- | --------------------------- | --------------------------- | --------------- |
| 300系   | 270                         | 270                         | 1992年 - 2012年 |
| 500系   | 270                         | 300                         | 1997年 - 2010年 |
| 700系   | 270                         | 285                         | 1999年 - 2020年 |
| N700系  | 285                         | 300                         | 2007年 -        |
| N700S系 | 285                         | 300                         | 2020年 -        |

1992年3月14日の運行開始から現在まで、全列車16両編成で運行されている。ただし、山陽新幹線内完結の一部の臨時「のぞみ」は、8両編成での運転となることがある。
車両の配置区所はJR東海所有車が東京交番検査車両所と大阪交番検査車両所、JR西日本所有車が博多総合車両所。かつては全車指定席だったが、2003年10月1日から自由席が設定されている。2023年12月からは、3大ピーク期限定で、全席指定席として運転される（この場合、新幹線定期券で乗車する場合は、デッキや通路などでの立ち席利用となる）。なお、多客期や大規模な輸送障害などが発生した際は基本は全席指定席のみの3大ピーク期であっても普通車全車自由席の臨時「のぞみ」が運行されることがある。
記号凡例
G=グリーン車指定席
指=普通車指定席
自=普通車自由席
=禁煙席

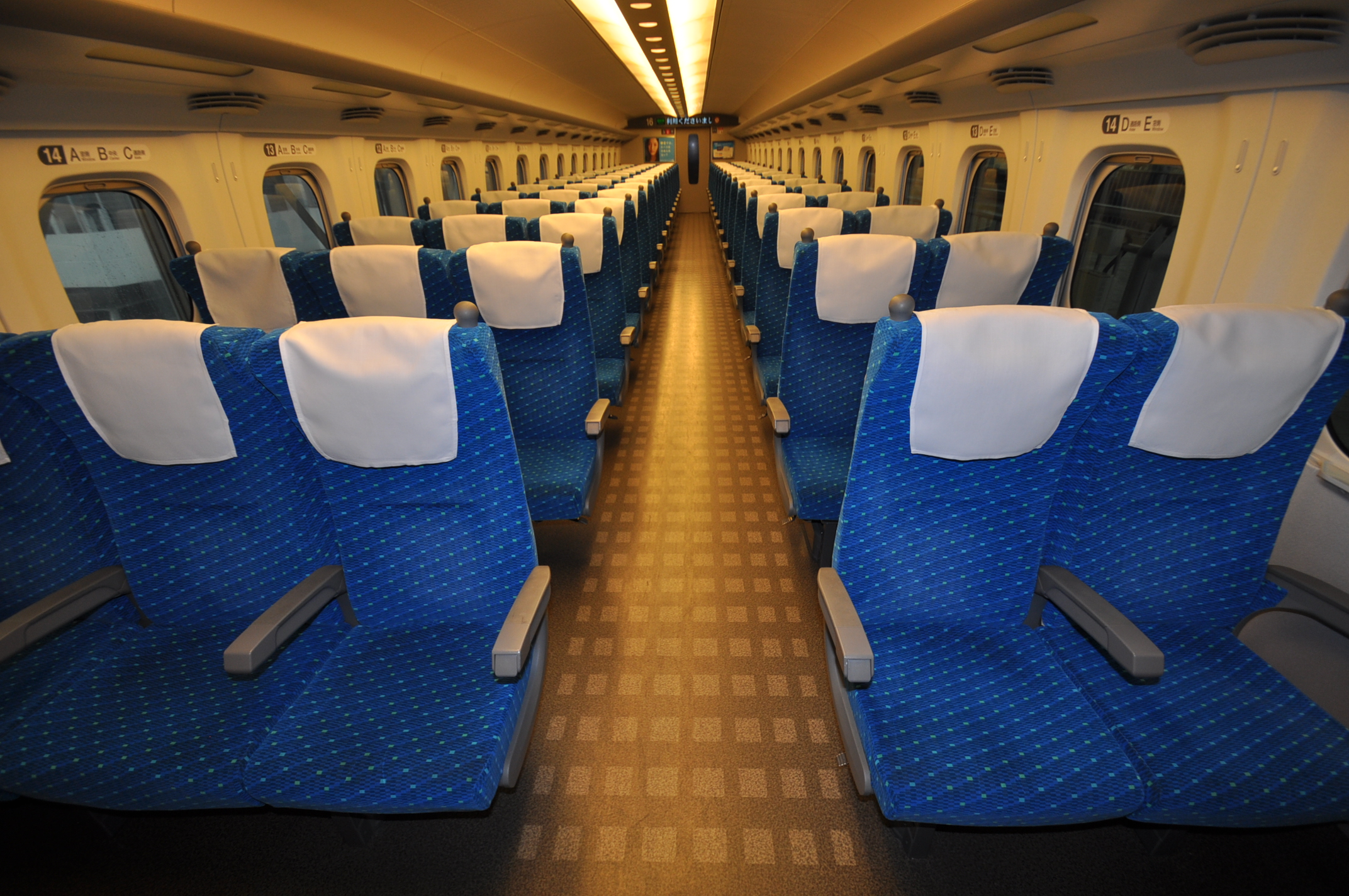
普通車2-3人掛け配置
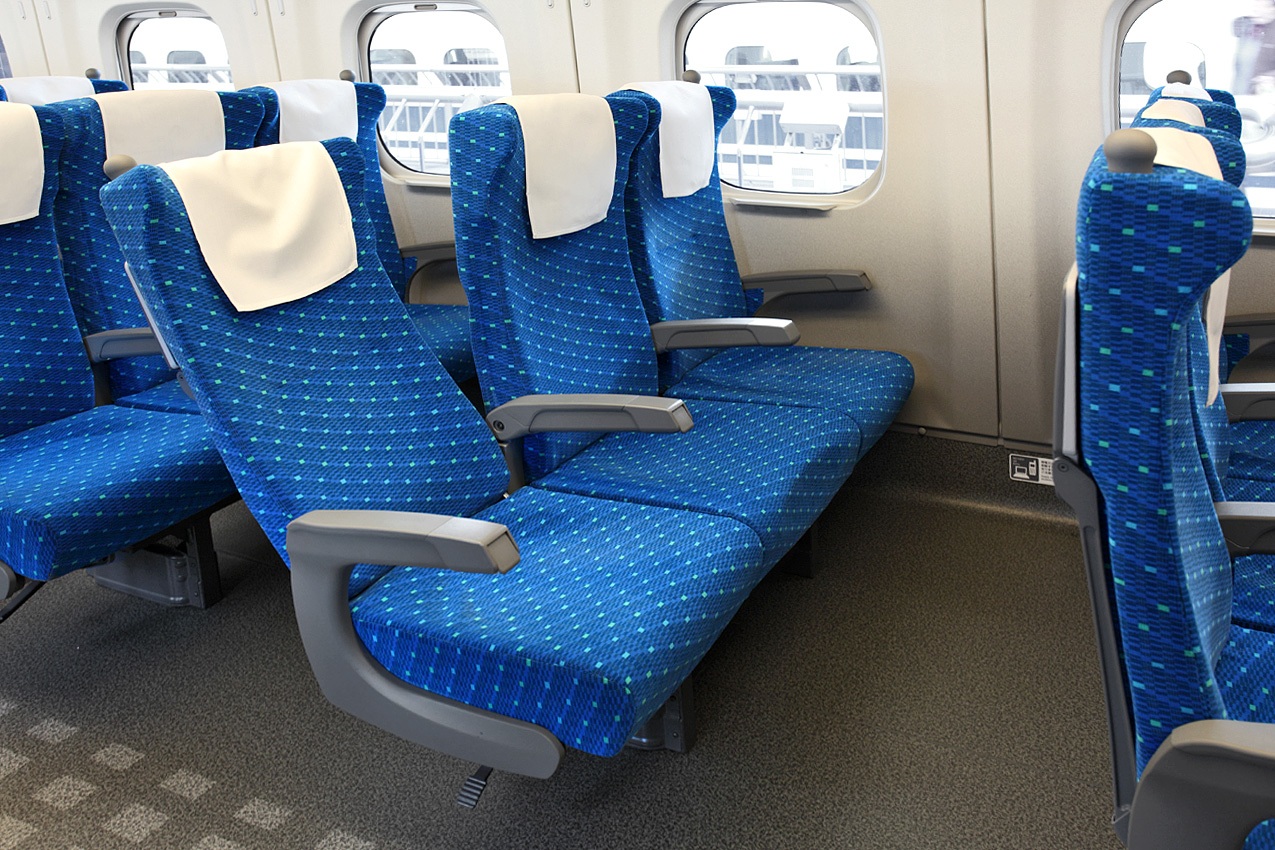
普通車 3人掛け座席
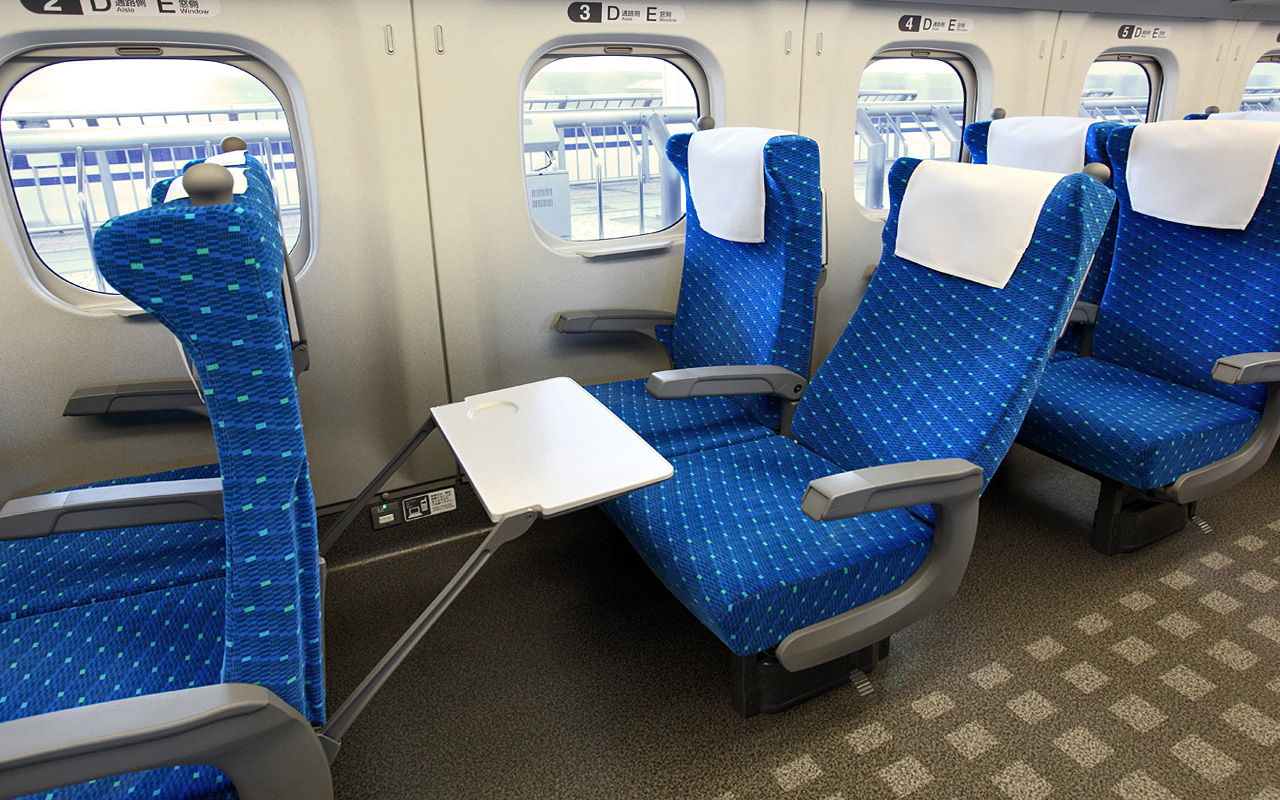
普通車 2人掛け座席
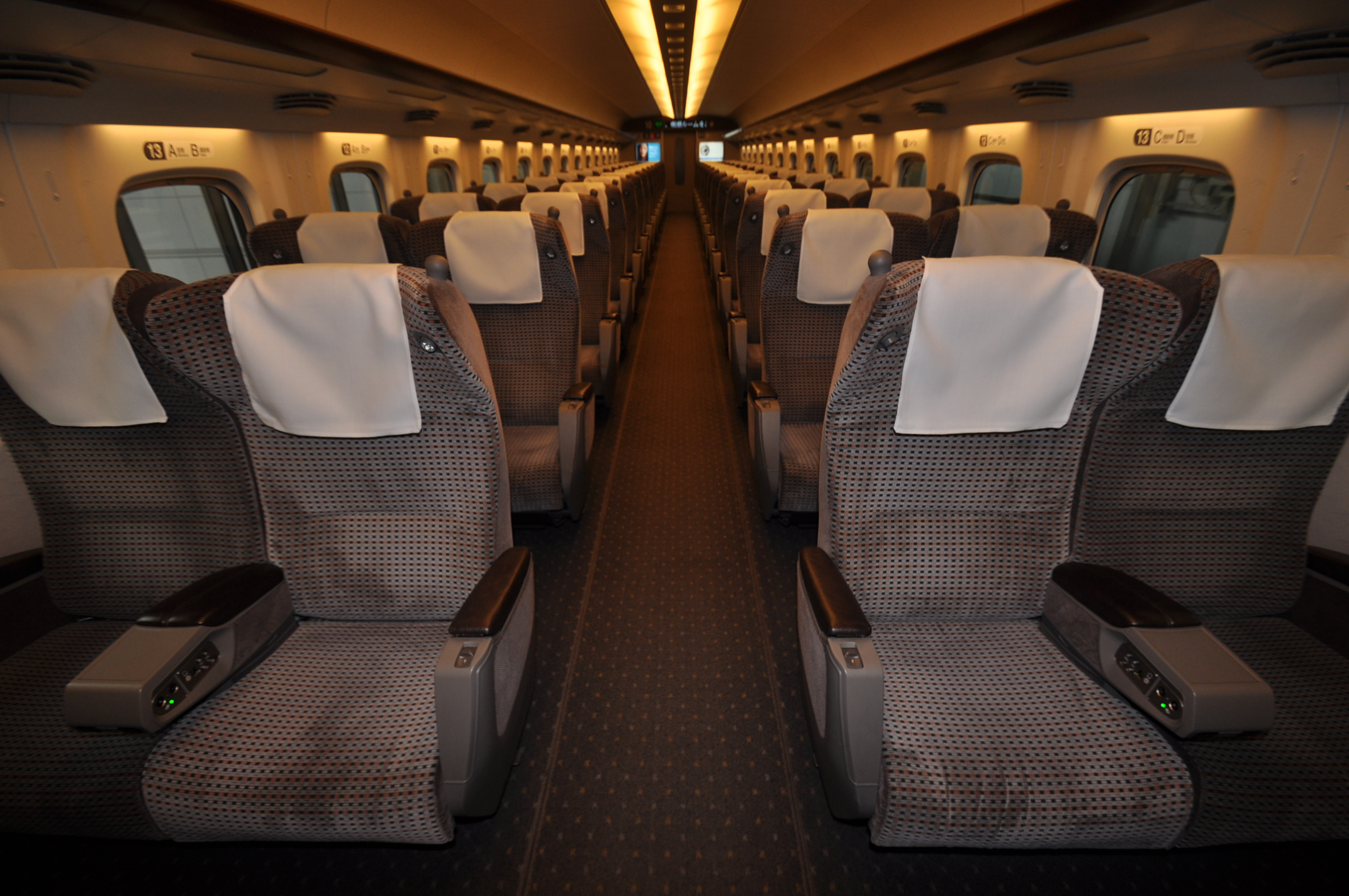
グリーン車
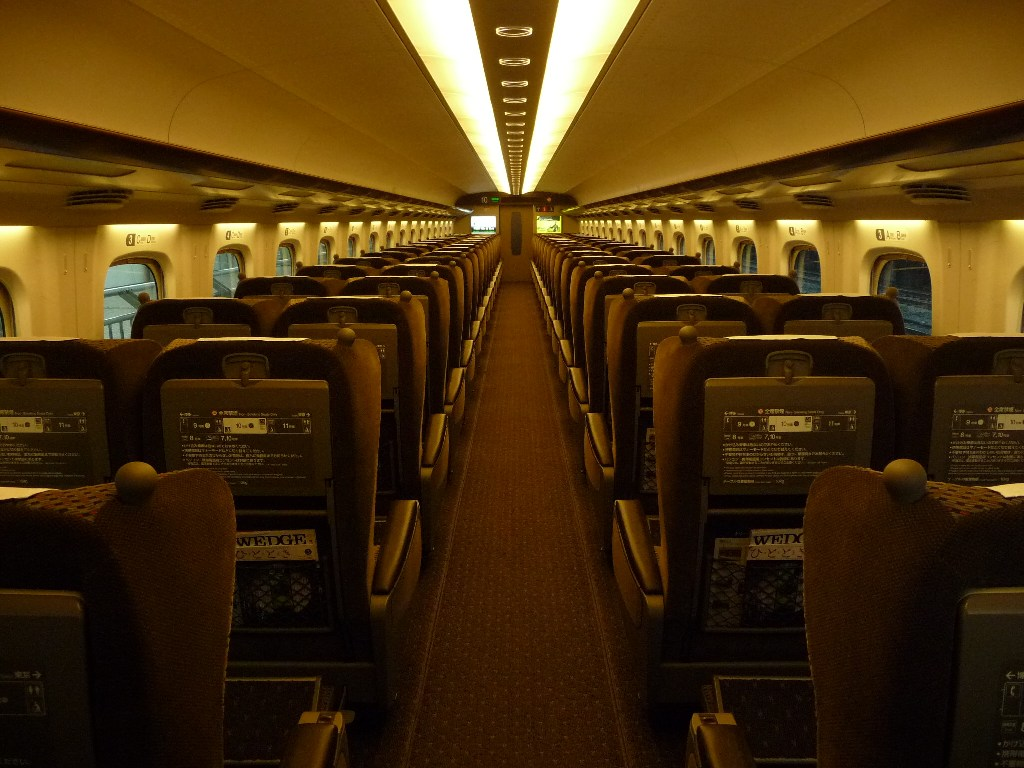
グリーン車 室内
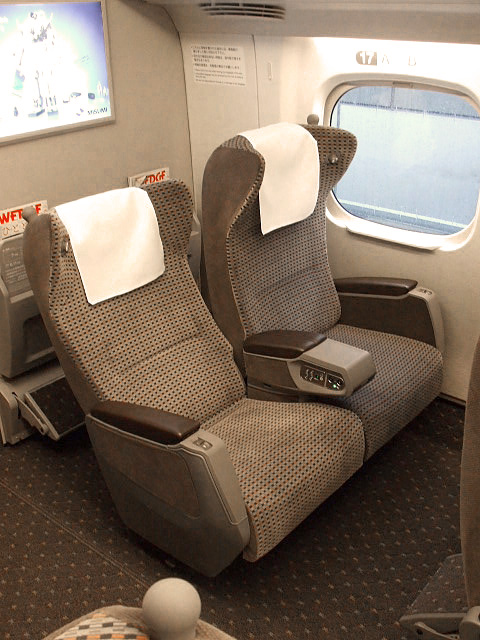
グリーン車のシンクロナイズドコンフォートシート
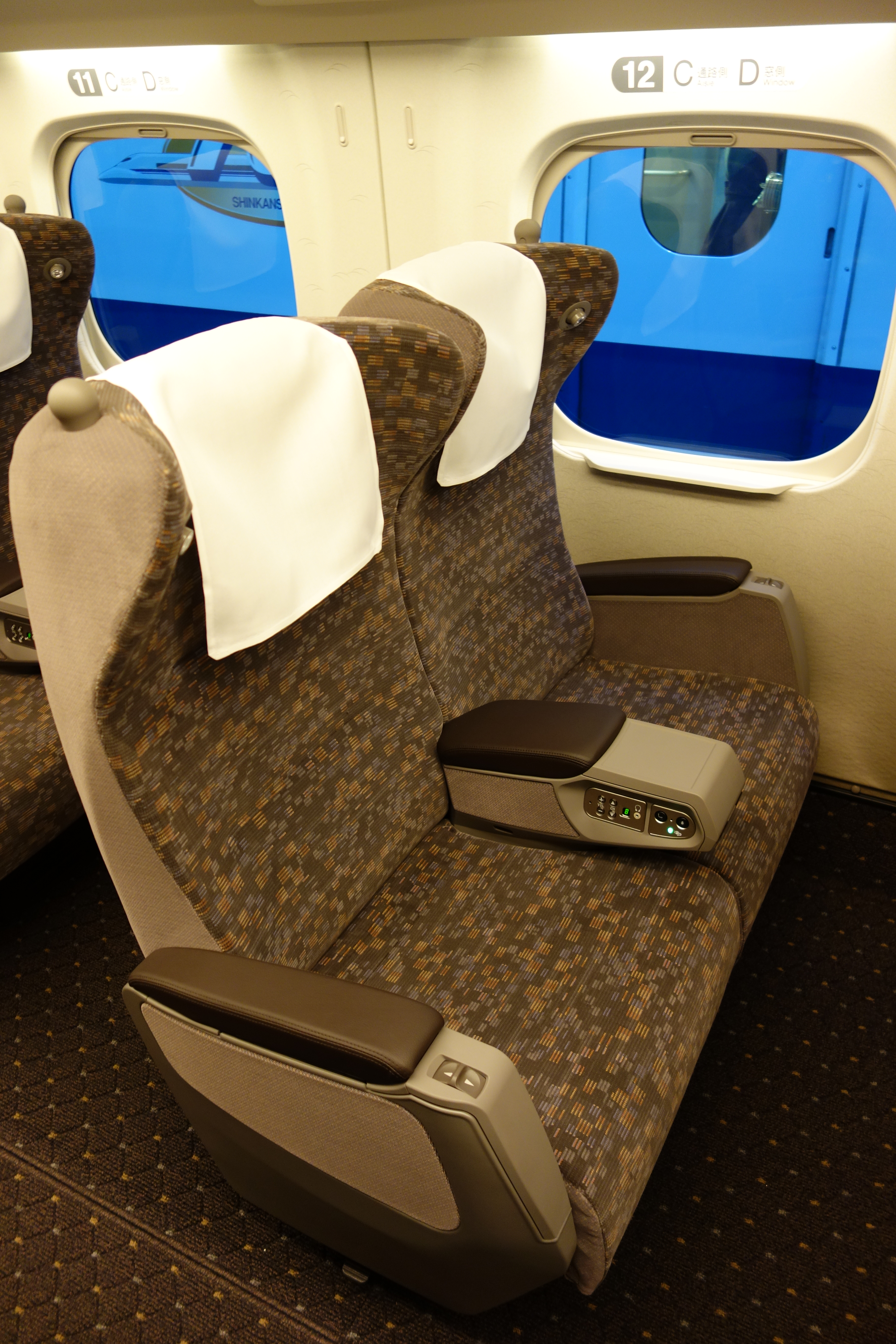
グリーン車 座席（N700A G編成）
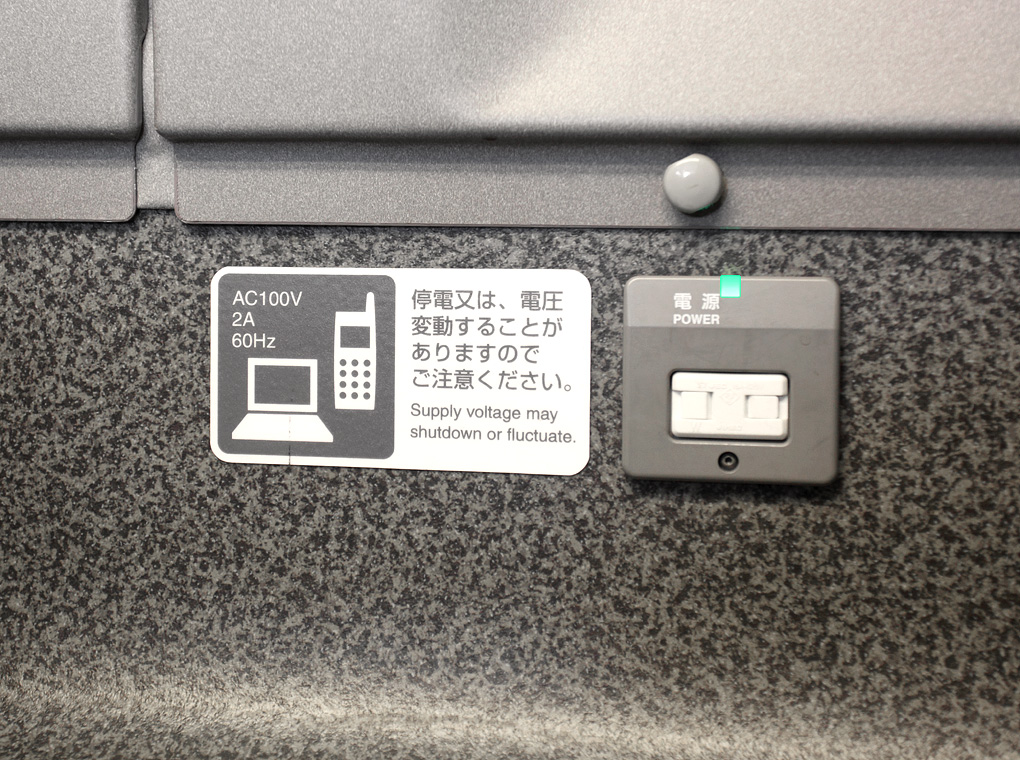
普通車 100V電源

#### N700系・N700S系
2007年7月1日の「のぞみ」99号（品川 → 博多間）、「のぞみ」1号（東京 → 博多間）、上りは「のぞみ」100号（新大阪 → 東京間）から運行開始。2012年3月17日以降、定期列車の「のぞみ」はすべて本系列で運行されている。
2020年7月1日からは、N700S系も充てられている。車内には家庭用コンセントが取り付けられており（普通車はN700系だと車端部席すべてと窓際席のみ・グリーン車は全席、N700Sだと普通車・グリーン車の全席）東海道区間では無線LANによるインターネットサービスの提供など、従来以上にビジネスユース対応の車両となっている。
なお、ダイヤが大幅に乱れた際は、山陽新幹線で運転される臨時「のぞみ」に7000番台及び九州旅客鉄道（JR九州）熊本総合車両所所属の8000番台(「さくら」「みずほ」車両)が運用されることがある。

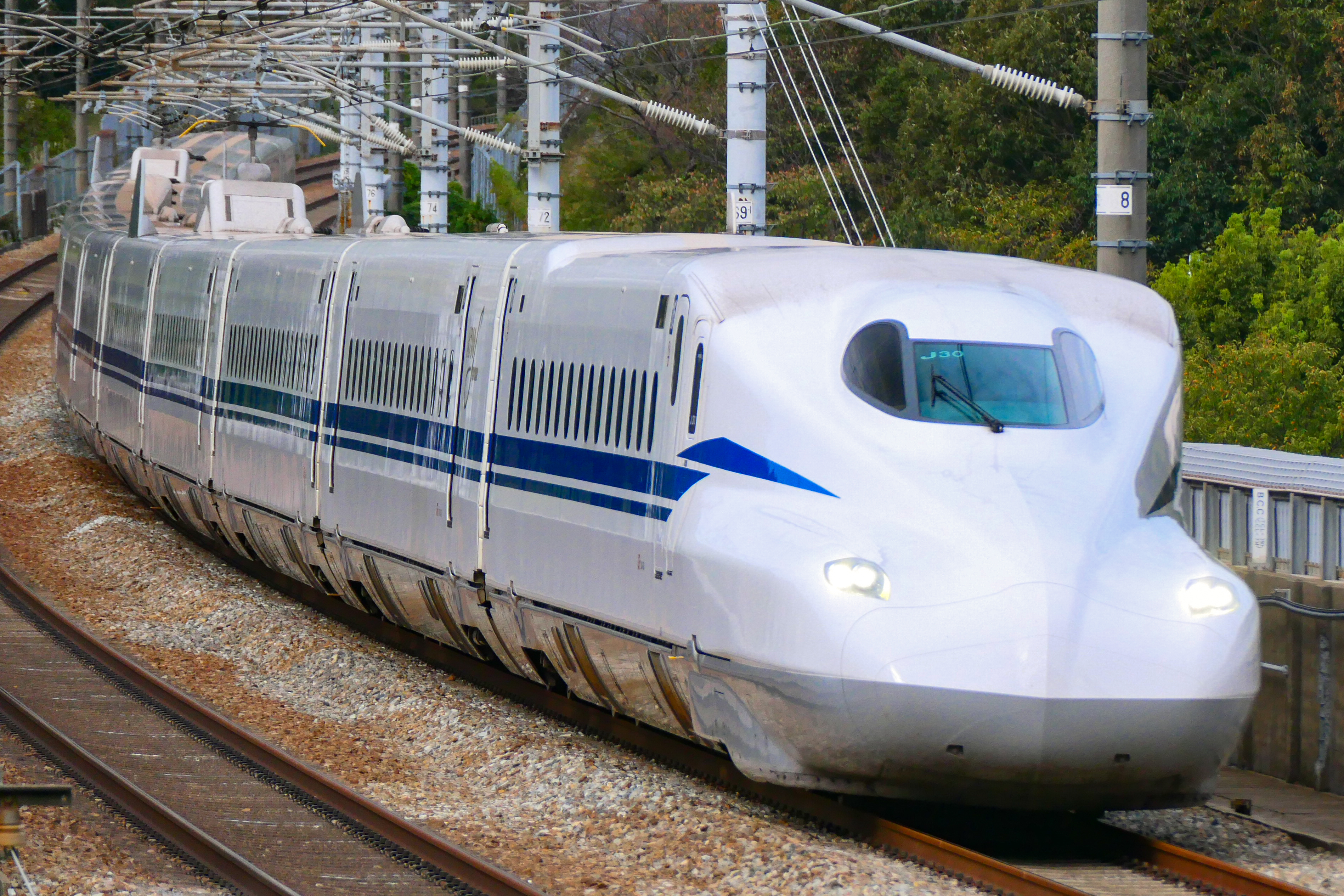
N700S系

#### 過去の使用車両
300系
1992年3月14日の「のぞみ」301号（東京 → 新大阪間）から運行開始。2001年10月1日以降、定期列車の「のぞみ」運用から撤退。その後、2012年3月16日の「のぞみ」329号（東京 → 新大阪間）と「のぞみ」609号（新大阪 → 博多間）をもって臨時運用から撤退し、運用を終了した。かつては（500系の登場前）300系を「のぞみ型車両」と称していたことがあった。
500系
1997年3月22日の「のぞみ」503号（新大阪 → 博多間）から運行開始。1997年11月29日のダイヤ改正から東海道新幹線区間での運用も開始された。1998年10月から2007年10月までは、東京 - 博多間7往復と新大阪 - 博多間1往復の「のぞみ」に充当された。その後は段階的に運行本数を減らしていき、2010年2月28日の「のぞみ」29号（東京 → 博多間）をもって当列車名としての運転と、東海道区間の定期運用から撤退した。

2010年3月1日から「のぞみ」としての列車は運行されなかったが、2024年1月19日に発生した東海道新幹線での停電により、のぞみ967号（新大阪→姫路間）が臨時で運行された。8両編成のV編成がのぞみに運用されるのは初であり、500系全体で見ても定期運用終了以来、約14年ぶりの運行となった。
700系
1999年3月13日の「のぞみ」3号（東京 → 博多間）から運行開始。2012年3月17日以降、定期列車の「のぞみ」運用からは撤退し、2020年3月1日をもって臨時列車の運用も終了した。500系と同様にダイヤが大幅に乱れた際は、山陽新幹線で運転される臨時「のぞみ」に7000番台(「レールスター」車両)が運用されることがある。

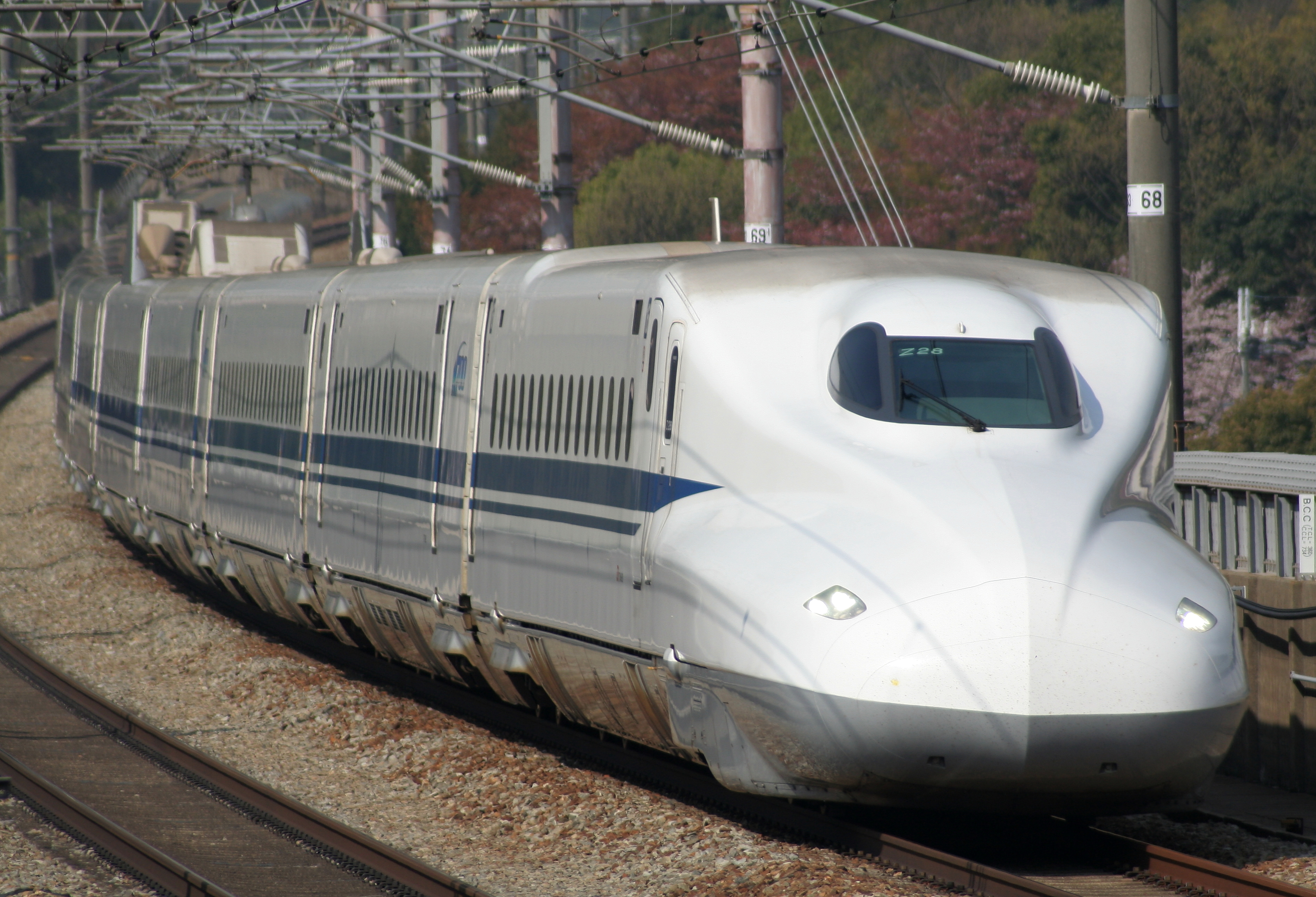
N700系
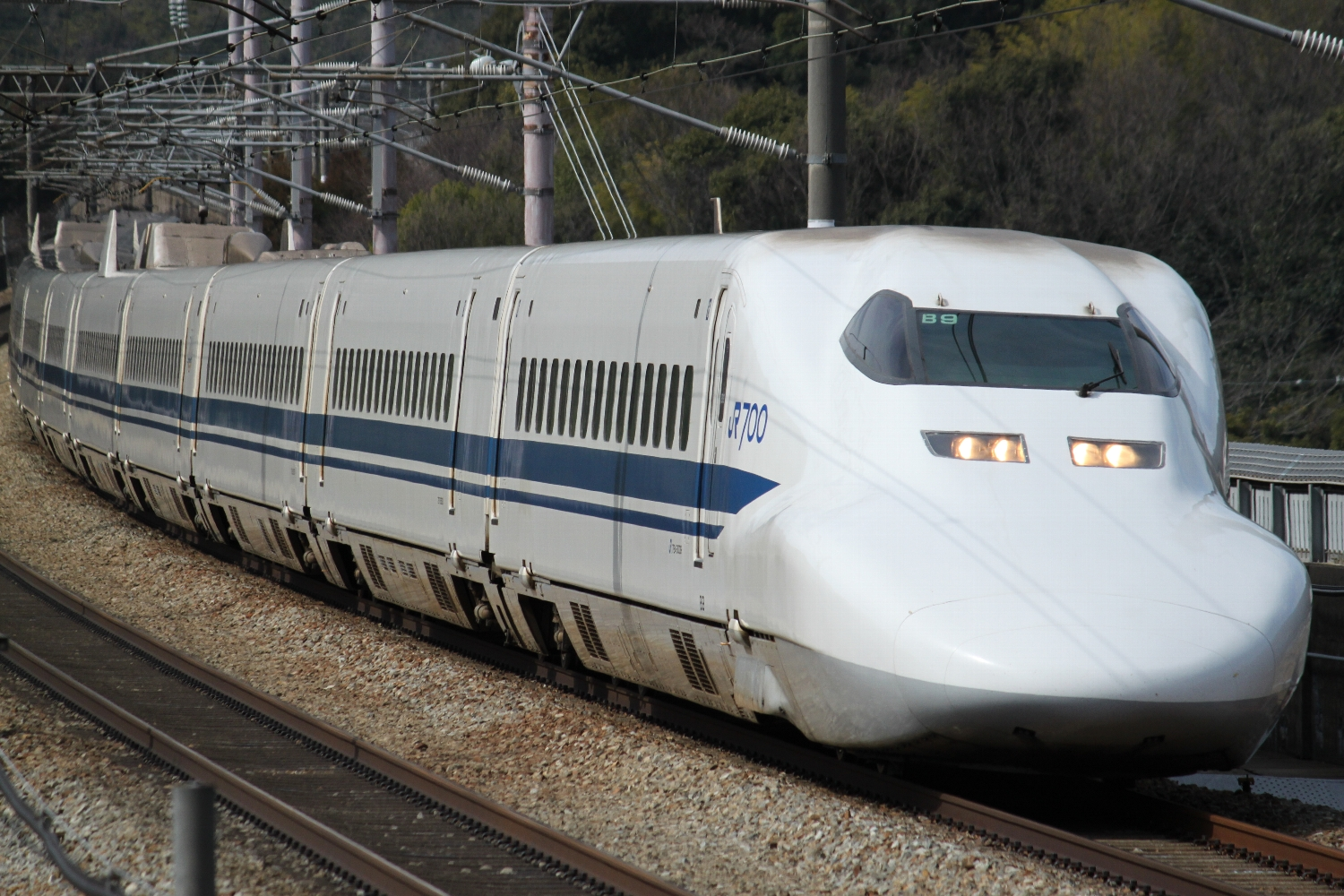
700系
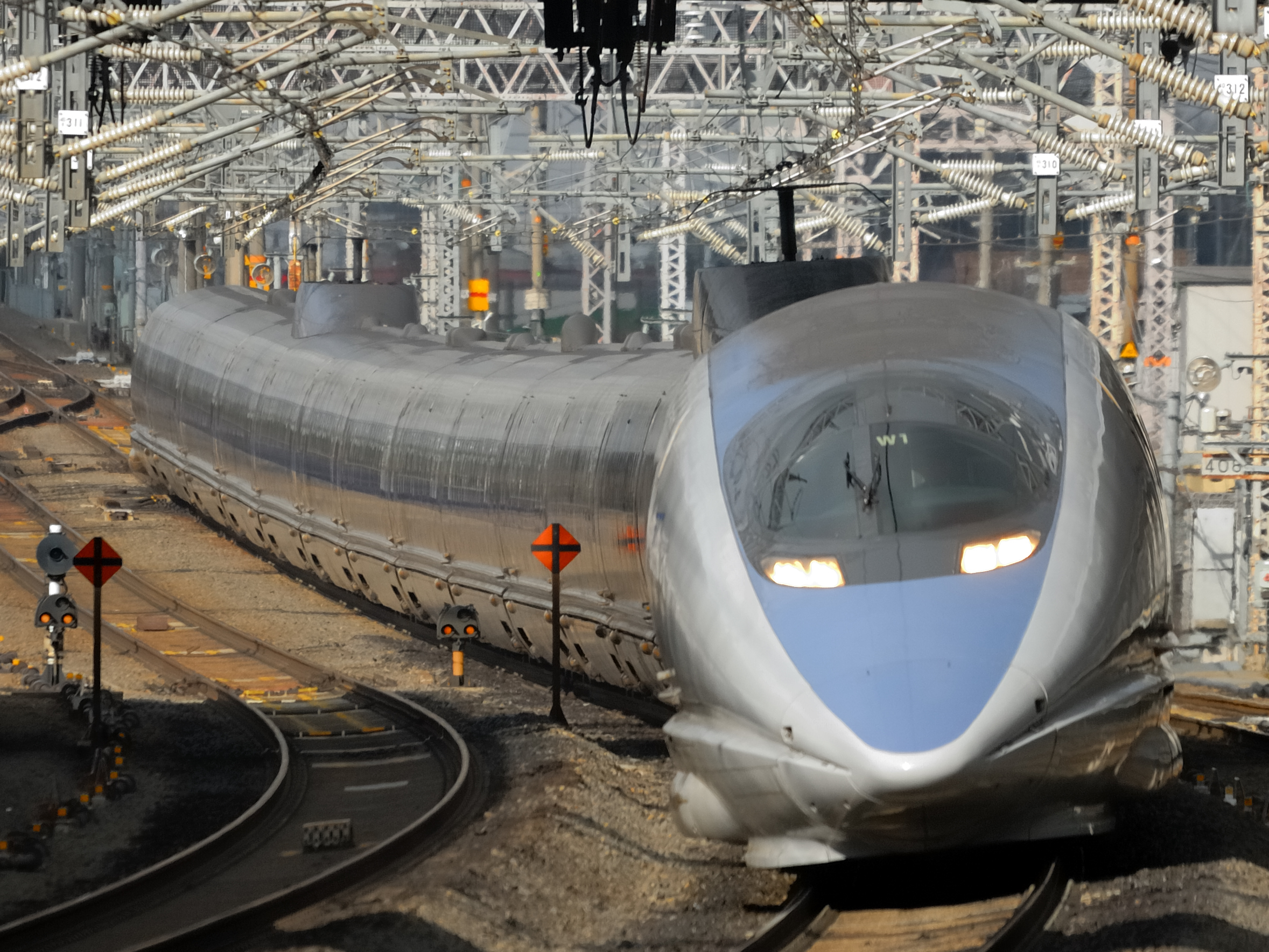
500系
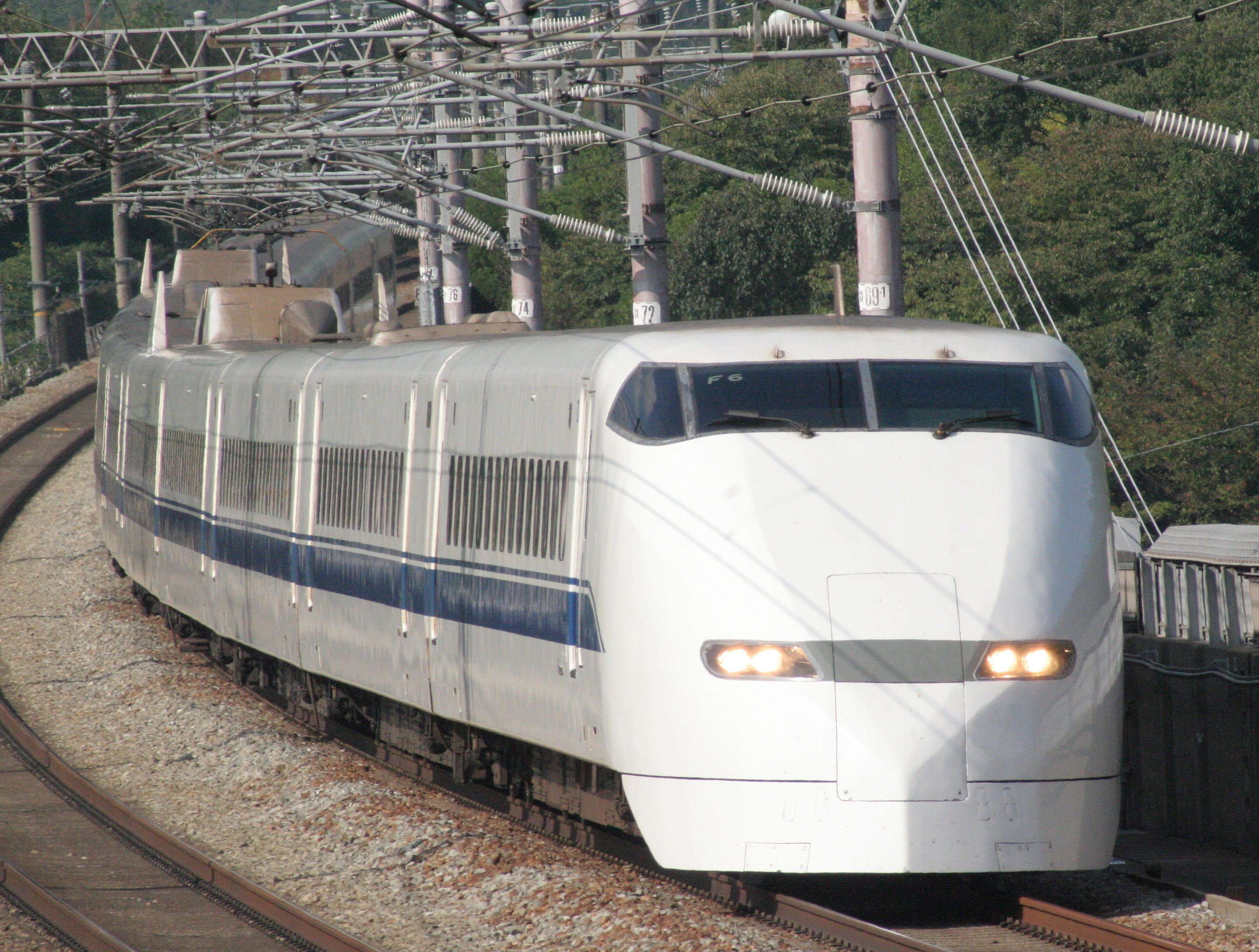
300系

### 特急料金
特急料金の扱いは基本的に従来と同じであるが、1992年（平成4年）の運行開始以来、同じ路線を走る「ひかり」や「こだま」に比較して割高となる料金が設定されている。当初は全車指定席だった。
運行開始時の消費税率3%当時は300 - 1,800円の差額料金が設定されていたが、2003年（平成15年）10月1日に特急料金が改定され、「ひかり」や「こだま」に対する料金の差額（割増額）が210円 - 620円に縮小した。同時に自由席が設置され、自由席を利用する際の特急料金は特定特急料金として「ひかり」や「こだま」の自由席と同額となった。なお国土交通省への料金上限認可は当初の消費税3%当時の加算料金を踏襲しており、330 - 1,940円の差額料金で上限の認可を受けている。
「のぞみ」の大増発と「ひかり」の大幅削減により自由席の乗車機会を確保する必要性が生じたことと、品川駅開業と同駅停車の影響で早朝と夜間を除く「のぞみ」の運転時間が若干延び（東京 - 新大阪間で平均2時間37分）、全区間270km/h運転となる「ひかり」との格差縮小の影響も踏まえて「のぞみ」料金値下げの措置が取られた。
なお、2011年（平成23年）3月12日から運行を開始した山陽新幹線・九州新幹線直通列車の「みずほ」についても、山陽新幹線区間については「のぞみ」と同じ料金表を用いる。
当列車は航空機との対抗策として運行を開始したため、フルムーン夫婦グリーンパス（発売終了）やジャパンレールパスなどJR全線乗り放題の乗車券では「のぞみ」は一切利用できず、「ジパング倶楽部」 や「レール&レンタカーきっぷ」などのような運賃や特急料金が割り引かれる制度では、「のぞみ」の特急料金は割引の対象外となっている。

### 「のぞみ」「みずほ」とそれ以外の列車を乗り継ぐ場合
東海道・山陽新幹線区間で「のぞみ」「みずほ」と「ひかり」「こだま」「さくら」「つばめ」を乗り継いで利用する場合の特急料金は、新幹線の改札を出ない場合に限り、以下の要領により算出する。
「のぞみ」「みずほ」で指定席を利用しない（=自由席のみ利用する）場合
「ひかり」「こだま」「さくら」「つばめ」の利用設備に基づく。
「のぞみ」「みずほ」で指定席を利用する場合
全乗車区間に対する「ひかり」「こだま」「さくら」「つばめ」の特急料金と、「のぞみ」「みずほ」の指定席利用区間に対する「ひかり」「こだま」「さくら」「つばめ」の特急料金の差額とを合計したものとなる。
なお、「ひかり」「こだま」「さくら」を挟んで「のぞみ」を利用する場合、この原則に従って計算した場合と「ひかり」「こだま」「さくら」の区間を通じて「のぞみ」を利用したと見なして計算した場合との、いずれか安い方の金額となる。
東海道・山陽新幹線区間で「のぞみ」と「みずほ」を乗り継ぐ場合は、全区間に対する「のぞみ」の特急料金表に基づき算出する。

### 主な割引乗車券類
2020年8月時点で販売されているものを以下に列挙する。一般的な回数券類や周遊きっぷなどは省略。
JR東海エリア
「エクスプレス予約」「スマートEXサービス」やジェイアール東海ツアーズの「1dayプラン」が代表的な存在。後述の中部国際空港発着の航空機との競争が激しい浜松駅 - 名古屋市内 - 北九州市内・福岡市内間の往復割引きっぷも設定されている。
JR西日本エリア
山陽新幹線エリアでは東海道新幹線エリア以上に航空機との競争が激しいため、「エクスプレス予約」、「スマートEXサービス」に加え大阪市内・神戸市内 - 北九州市内・福岡市内間でさまざまな割引きっぷ類が発売されている（山陽新幹線沿線外のエリアや、四国旅客鉄道（JR四国）および九州旅客鉄道（JR九州）エリア発の設定もある）。同様の理由で、岡山以西の区間から東京都区内への往復割引きっぷもある。新大阪・新神戸 - 小倉・博多間では多客期の割引乗車券利用制限はかからない。詳細は後述。

#### のぞみ早特往復きっぷ
発売期間・席数限定の特別企画乗車券（トクトクきっぷ）の一つである。
航空機と競合する区間に設定されており、設定区間は次の2種類があり、割引率は小倉・博多発着のものが高い。
1. 岡山駅 - 博多駅間の主な新幹線駅とその周辺・四国・山陰 → 東京駅（都区内）・新横浜駅（横浜市内）（東京・新横浜発の設定はない）
2. 浜松駅・豊橋駅 - 豊川駅・二川駅 - 三河安城駅・名古屋市内の各駅⇔北九州・福岡市内

いずれも有効期間は7日間で、往路の乗車日の7日前までに往復のすべての列車の指定を同時に受ける必要がある。指定列車以外に乗車できない（復路の列車に乗り遅れた場合のみ新幹線自由席に乗車可能）。「のぞみ」停車駅以外からは「のぞみ」停車駅まで新幹線自由席を、山陰・四国発は岡山駅まで在来線特急指定席を利用する。
本商品は「のぞみ朝割きっぷ」の廃止と同時に2003年10月から使用開始（発売開始は9月）になった。2006年12月からは伊予三島駅・川之江駅・壬生川駅 → 東京都区内・横浜市内、2007年4月からは浜松駅 - 北九州・福岡市内も追加設定された。広島市内 → 東京都区内・横浜市内ではグリーン車用も発売されることがある。
類似する商品（派生商品）として、以下のものがある。

#### 阪神早特往復きっぷ
出雲市駅・松江駅・米子駅 → 神戸市内・大阪市内に設定された割引きっぷ。
有効期間が3日間である以外の販売条件は「のぞみ早特往復きっぷ」と同様。

#### 「のぞみ＆九州新幹線」早特往復きっぷ
2011年2月（使用開始は3月）から発売されている割引きっぷ。
「のぞみ」と九州新幹線を博多駅で乗り継ぐ場合に発行される（博多駅以外での「のぞみ」との乗り継ぎは不可）。
その他の販売条件は「のぞみ早特往復きっぷ」と同様。設定区間は次の2種類。航空機と競合する区間に設定されている。
1. 京都市内⇔久留米・新大牟田・熊本・新水俣・鹿児島中央
2. 名古屋市内⇔熊本・鹿児島中央

### 廃止された割引乗車券

#### のぞみ朝割きっぷ
2002年7月から2003年9月まで発売されていたトクトクきっぷである。
往路は岡山と広島をそれぞれ朝一番に出発する「のぞみ」2号と「のぞみ」4号、復路は同日中の全列車が利用できた。利用当日限り有効（日帰り）、発売枚数限定でこども用の設定はなかった。2003年夏ごろからは往路に「のぞみ」6号も利用可能になった。
このきっぷは利用の少なかった早朝時間帯列車の乗車率アップに貢献し、2003年10月から利用範囲と有効期限を広げた「のぞみ早特往復きっぷ」の発売に伴い、2003年9月で廃止された。

#### 東京往復スーパー早特きっぷ
2011年9月から2016年9月まで発売されていたトクトクきっぷである。
岡山 - 新山口間の主な新幹線駅とその周辺 → 東京駅（都区内）・新横浜駅（横浜市内）（東京・新横浜発の設定はない）に設定された割引きっぷ。主として航空機と競合する区間に設定されていた。
「のぞみ早特往復きっぷ」より割引率が高く設定されているが、有効期間は3日で、往路の乗車日の14日前までに往復すべての列車の指定を受ける必要があった。
岡山・福山・広島市内・新山口 → 東京都区内・横浜市内ではグリーン車用も発売されており、こちらの割引率は普通車用よりもさらに高かった。

### 車内販売
車内販売は、かつては原則として臨時列車を含めた全列車で実施していたが、東海道新幹線の区間においては2023年10月31日をもってワゴンサービスを廃止し、翌11月1日からはグリーン車乗客のみが利用できる、QRコードを使用したモバイルオーダーサービス（座席にあるQRコードをスマートフォンなどで読み取り、メニュー画面で注文するとパーサーが座席まで商品を届けてくれるサービス）のみで車内販売を続けている（突発的に設定した臨時列車では営業しないこともある）。山陽新幹線の区間においては、東海道新幹線に直通する定期列車に限って実施しているが、ワゴンサービスにおいては博多駅発着列車のみ全車両を巡回する（広島駅発着列車ではグリーン車においてのみ実施）。

## 静岡県の「のぞみ」通過をめぐる問題
1992年の運行開始から現在まで、事故や災害などの非常時 は別として、「のぞみ」は静岡県内の駅には停車しない。
静岡県庁は「のぞみ通過」に不快感を示しており、2002年（平成14年）12月9日に静岡県知事石川嘉延は、静岡県議会の本会議で「県内素通りの『のぞみ号』に対して通行税を取る」と発言した。
この発言を受けて、2002年12月27日に静岡県庁交通政策室の幹部が「臨時列車を除いた東海道新幹線の停車本数は、静岡駅で101本、浜松駅で81本であり、東北新幹線は宇都宮駅で106本、郡山駅で94本、山陽新幹線は岡山駅で229本、広島駅で199本、姫路駅で127本であり、人口60万人（2002年当時）の浜松市なのに、（同市と比較して約6割の人口である）人口34万人の郡山市より本数が少ない」と発言したのに対し、JR東海は「東海道・東北・山陽の各新幹線は列車1本の乗車人員が違うし、路線の性格も異なる。それらの事情を全く無視した乱暴な議論だ」と反論した。
2001年10月のダイヤ改正では、東京 - 新大阪間の「ひかり」を1時間に1本「のぞみ」に変更したのに伴い、繁忙期に運行されていた東京 - 新大阪・博多間の臨時「ひかり」が静岡駅に停車し、当該「のぞみ」の通過待ちを行うことになった。2003年10月のダイヤ改正では、従来運行されていた東京発名古屋行き最終の「のぞみ」（途中ノンストップ、平日のみ運行）を品川駅・浜松駅・豊橋駅の各駅に停車する「ひかり」に格下げすることで、浜松駅及び愛知県の豊橋駅への最終列車繰り下げも兼ねた措置を行った。この改正では三島駅・浜松駅の「ひかり」の停車本数は増えたものの、静岡駅の定期列車の停車本数は現状維持のままで、繁忙期に運行されていた前述の臨時「ひかり」は「のぞみ」に変更されることにより再び静岡駅を通過することとなり、2001年9月以前の水準に戻った。
さらに2008年3月のダイヤ改正では「ひかり」の1本を新横浜駅・静岡駅にも停車させることとしたほか、朝6時台に静岡駅に停車し、N700系車両を使用することで東海道区間を日中の「のぞみ」と同等のスピードで走破する新横浜始発広島行きの早朝「ひかり」393号（現在の533号）を新設、途中駅での「ひかり」「こだま」と「のぞみ」の乗り継ぎ時間を短縮するなどした。
2020年3月14日の改正では、早朝列車の増発として、三島駅発6時15分（25分から繰り上げ）に「こだま」を設定している。

## 沿革

### 運行開始から品川駅開業まで

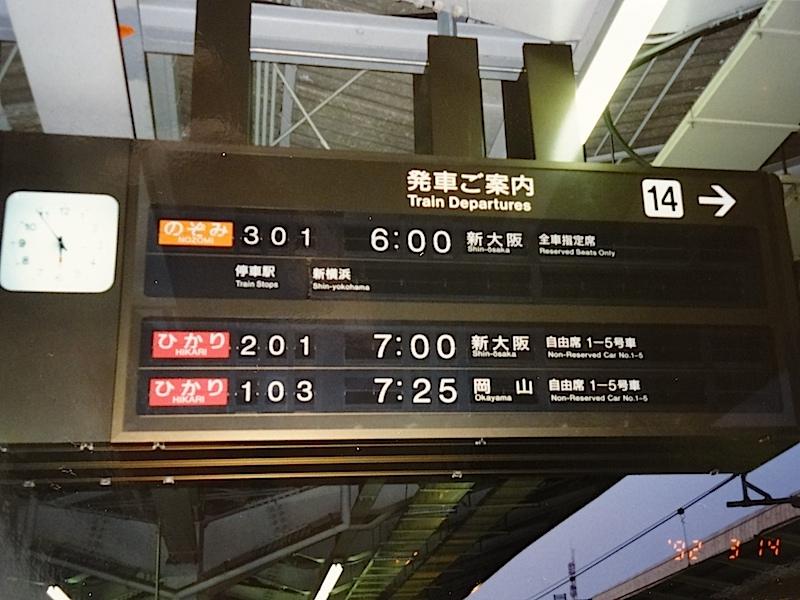
下り一番列車の案内
1992年3月14日

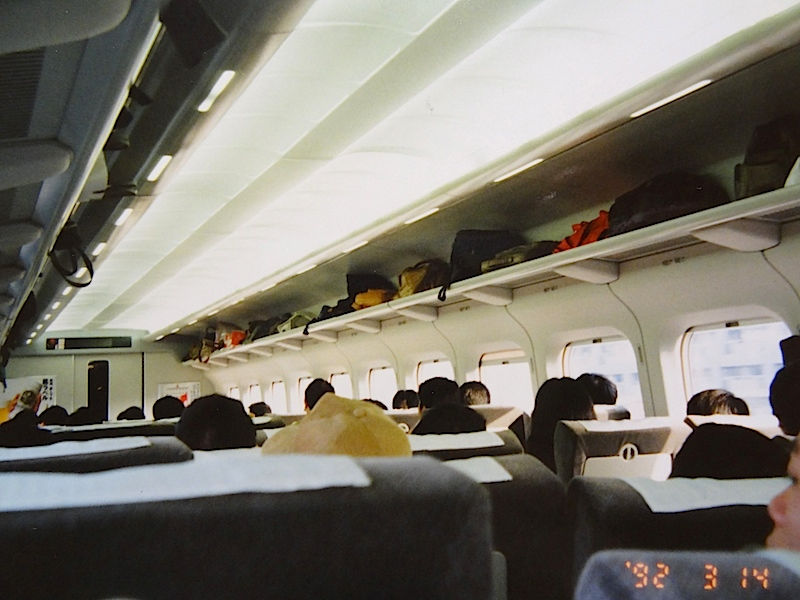
下り一番列車の車内
1992年3月14日

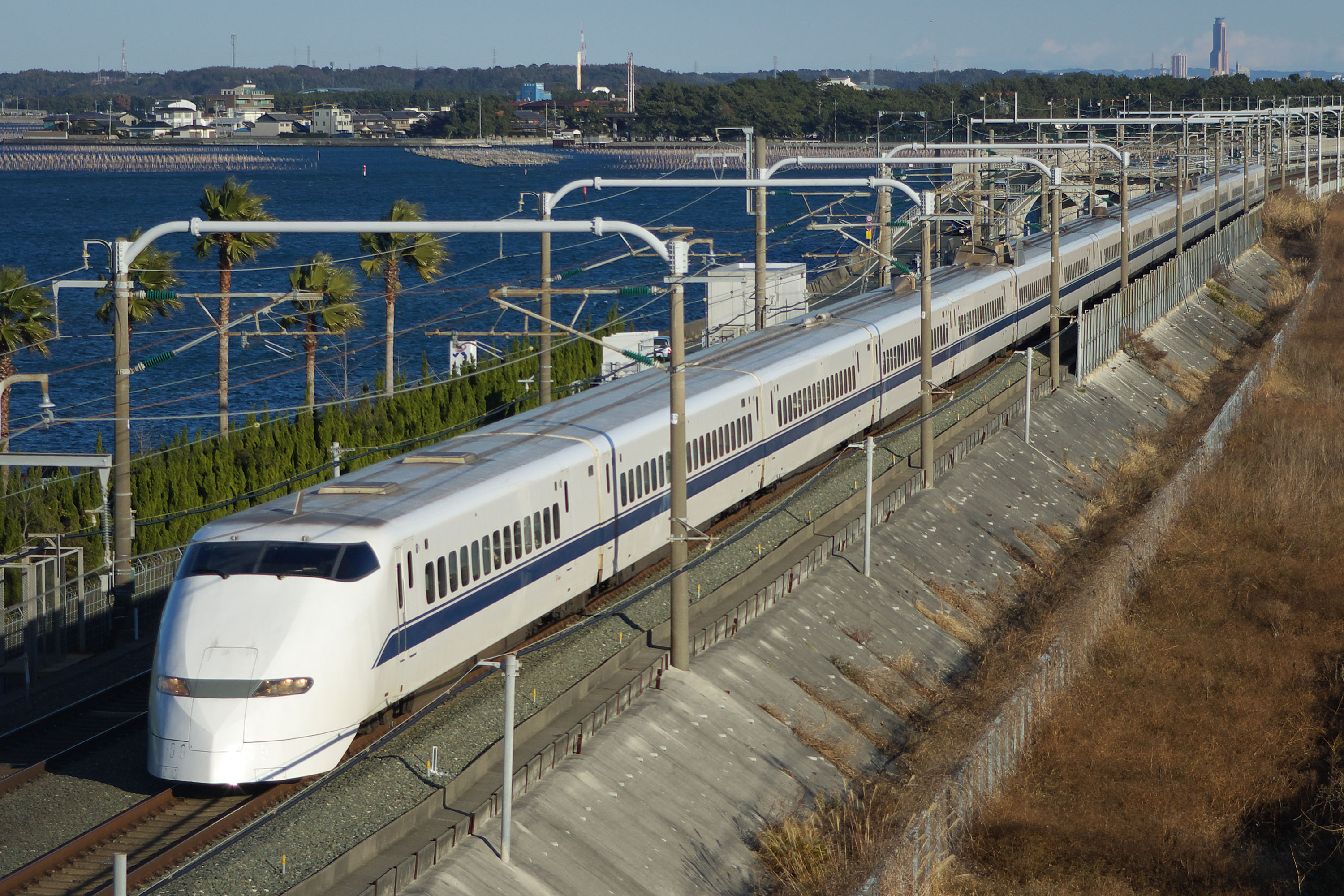
初代｢のぞみ｣用車両の300系

- 1991年（平成3年）12月6日：JR東海は300系新幹線の愛称を「のぞみ」に決定と発表[2]。
- 1992年（平成4年）3月14日：東海道新幹線東京 - 新大阪間で運行開始。新開発の300系を充当。当初は朝晩の2往復の運行であった。所要時間は東京 - 新大阪間で2時間30分。
  - 朝の下りに運行される「のぞみ」301号は新横浜駅に停車した一方、名古屋駅・京都駅を通過とした。特にJR東海の本社がある名古屋駅を通過することは、中京圏または名古屋市の政財界や中日新聞などの在名マスメディアを中心に大きな騒動に発展した。詳細は名古屋飛ばしの項を参照。
  - 上述の列車以外の「のぞみ」は途中、名古屋駅・京都駅のみに停車する。
- 1993年（平成5年）3月18日：山陽新幹線でも運行開始[23]。1時間1本の運行で、所要時間は東京 - 博多間が5時間4分、新大阪 - 博多間が2時間32分[23][注 21]。
- 1994年（平成6年）12月3日：東京発名古屋行き最終「のぞみ」が新設（平日のみ運行、途中停車なし）。
- 1995年（平成7年）1月17日：阪神・淡路大震災で新大阪 - 姫路間が長期不通になり、山陽新幹線での「のぞみ」運行を中止（4月7日まで）。
- 1996年（平成8年）3月16日：東海道区間における1時間の最大本数が2本に増加。禁煙車の設定が拡大[24]。
- 1997年（平成9年）
  - 3月22日：新大阪 - 博多間の「のぞみ」1往復で、500系が運行開始（朝の新大阪発博多行きと、夜の博多発新大阪行きの1往復に充当）。同区間を300系より15分短縮し2時間17分になった（小倉駅までの所要時間は1時間台）。
  - 11月29日：500系「のぞみ」が東海道新幹線にも乗り入れ開始[25]。当初3往復の「のぞみ」に使用され、東京 - 博多間を4時間49分で結んだ[14]。従来の東京発6時の「のぞみ」301号新大阪行き（新横浜駅停車、名古屋駅・京都駅通過列車）は、その直後の「のぞみ」1号博多行の停車駅に新横浜駅を加えたことで統合されて廃止[14]、該当列車は300系から500系の運用になった。このダイヤ改正以降、名古屋駅と京都駅を通過する列車は存在しない。東京6時発は博多行となった。
- 1998年（平成10年）
  - 3月14日：500系「のぞみ」が東京 - 博多間1日5往復に増発。
  - 10月3日：500系「のぞみ」が東京 - 博多間1日7往復に増発[26]。
- 1999年（平成11年）
  - 3月13日：700系による「のぞみ」が運行開始。当初3往復の東京 - 博多間「のぞみ」に使用。これにより博多発着の500系「のぞみ」はおおむね2時間に1本の運行になる。所要時間は東京 - 新大阪間が2時間30分、新大阪 - 博多間が2時間25分（300系より7分短縮）、東京 - 博多間が4時間57分。また新たに名古屋ー博多間運転の「のぞみ」が設定される。
  - 10月2日：博多駅発着の300系定期「のぞみ」が700系に置き換えられ、500系と700系が1時間おきの運行になる[27]。
- 2000年（平成12年）
  - 7月1日：満席となった列車に限り、グリーン車以外の指定されたデッキに立つことを条件とした立席特急券が発売開始[28]。「のぞみ」料金より510円引きとし、乗車当日に販売された。
  - 10月1日：東京 - 博多間のすべての「のぞみ」が新横浜駅に停車するようになる。
- 2001年（平成13年）10月1日：東海道区間における1時間の最大本数が3本に増加。これにより新横浜駅では1時間に2往復、新神戸駅では1時間に1往復の停車になる。

### 品川駅開業から令和改元まで
- 2003年（平成15年）10月1日：ダイヤ改正により、次のように変更[29]。
  1. 東海道新幹線品川駅開業。以後すべての「のぞみ」が品川駅・新横浜駅のうち両方かいずれかに停車するようになる。東京 - 新大阪間を運行する列車で名古屋駅・京都駅のみに停車する「のぞみ」が消滅。
  2. 東京発名古屋行きの最終「のぞみ」の停車駅に品川駅・新横浜駅・静岡駅・浜松駅・豊橋駅を追加し、列車名を「ひかり」に変更。
  3. 東京 - 名古屋間の停車駅の少ない「ひかり」が「のぞみ」に格上げ、「のぞみ」が増発される。この結果、「のぞみ」と「ひかり」の運転本数が逆転する。「のぞみ」の1時間の最大運行本数は東海道区間で7本、東海道・山陽直通で4本になる。
  4. 「のぞみ」の停車駅に品川駅・姫路駅・福山駅・徳山駅・新山口駅（同日に小郡駅から改称）が追加。またすべての「のぞみ」が新神戸駅に停車、山陽新幹線直通のすべての「のぞみ」が新横浜駅に停車するようになった。これは航空機や高速バスとの競合を意識したものである。
  5. 「のぞみ」に自由席が導入され、自由席を利用する際の特定特急料金が設定。料金は「ひかり」や「こだま」の自由席特急料金と同額となったが、営業上は自由席特急料金と別扱いと見なされる。このため、「ジャパンレールパス」や「ジパング倶楽部」では従来どおり「のぞみ」には（自由席を含めて）乗車できない。
  6. 500系で運行される列車を徳山駅または新山口駅に停車させ（新大阪 - 博多間を2時間26分）、700系列車（同2時間28分）との所要時間差を短縮。
- 2005年（平成17年）3月1日：愛知県で開催された2005年日本国際博覧会（愛・地球博）輸送に際して、東海道区間における1時間あたりの最大運行本数を8本とした。山陽新幹線への直通本数も増発した。
- 2006年（平成18年）3月18日：ダイヤ改正により、次のように変更[30]。2月16日の神戸空港・3月16日の北九州空港開港を強く意識したダイヤ改正になっている。
  1. 東海道・山陽新幹線の直通列車が増加。博多発着の定期列車は1時間2本になる[注 22]。
  2. 姫路駅で夜間滞泊する列車を1往復設定。
  3. 新大阪発東京行きの最終「のぞみ」が博多始発になる（博多18時45分発 → 東京23時48分着）。
  4. 早朝の名古屋発博多行「のぞみ」の発車時刻が変更、博多発20時台の新大阪行き「のぞみ」が名古屋行きに延長され、名古屋駅 - 山陽地方 - 九州間の滞在時間が拡大。
  5. 大半の500系列車が徳山駅・新山口駅通過に戻され、再び700系との所要時間差が広がったが、2003年10月以前よりその差は小さくなった。これはJR福知山線脱線事故の影響を受け、500系での運転列車にもゆとりを持たせるため、2分の余裕時分が追加されたからである（新大阪 - 博多間…500系：2時間23分、700系：2時間28分）。
  6. 4号車が禁煙車になる。
- 2007年（平成19年）7月1日：ダイヤ改正により、次のように変更[31]。
  1. N700系「のぞみ」が運行開始（1日4往復、うち下り1本は品川始発、1往復は東京 - 新大阪間）。
  2. 東京発6時発の「のぞみ」1号が、ビジネス客の利用で混雑していることに配慮して500系からN700系に変更。東海道新幹線区間で5分スピードアップ。
  3. 品川発6時発の博多行きN700系「のぞみ」1本が運行開始。品川始発の列車が設定されるのは「ひかり」「こだま」も含めてこれが初めて。
  4. 早朝の上りを1本増発し、新大阪発6時台の上りの「のぞみ」は最大9本の運行になる。また、夜の下りも1本増発。
- 2008年（平成20年）3月15日：ダイヤ改正により以下のように変更。
  1. すべての「のぞみ」が品川駅と新横浜駅停車に統一され、東海道新幹線内では「のぞみ」の停車パターンが完全に統一。
  2. 日中1時間2本の博多発着「のぞみ」のうち1本がN700系で運行。これに伴い、同系列で運行される「のぞみ」は、日中から夜間における東京 - 新大阪間の所要時間は4駅停車ながら700系「のぞみ」（同一停車パターン）より約4分短縮され、3駅停車の一部「のぞみ」と同等の2時間33分となった。
  3. 日中の岡山発着の「のぞみ」を広島発着に延長、東京 - 広島間の定期「のぞみ」が毎時3本になる。
  4. 東京毎時10分発と30分発が博多行きに、50分発が広島行きになる（一部例外あり）。
  5. 西明石発東京行きの「のぞみ」が運行開始し、新神戸駅の始発列車繰り上げのみならず、神戸線の上り快速からの乗り継ぎで東播磨地区から東京へのアクセスが改善。
  6. 東京 - 広島・博多間の「のぞみ」の停車駅が変更。
  7. 東京毎時10分発の博多行き「のぞみ」が一部を除いて新山口駅に停車、毎時30分発の博多行き「のぞみ」は福山駅に停車[注 23]、毎時50分発の広島行き「のぞみ」は姫路駅に停車になる（一部例外あり）。
- 2009年（平成21年）3月14日：この日のダイヤ改正で、1時間の最大運行本数が東海道区間で9本、東海道・山陽直通が5本に増発される。また、日中の広島発着の「のぞみ」を毎時N700系で運行。日中の定期列車として、臨時列車の新大阪発着列車が定期列車に変更され1時間4本に増発。これにより日中時間帯の東海道区間のみの「のぞみ」が5年半ぶりに復活。
- 2010年（平成22年）
  - 2月28日：この日をもって定期の500系「のぞみ」の運用が終了。
  - 3月13日：ダイヤ改正により以下のように変更。
    1. 東海道・山陽新幹線を直通する定期「のぞみ」101本全てがN700系に置き換えられ、東海道・山陽新幹線直通の定期「のぞみ」はN700系に統一された。更にN700系「のぞみ」が120本に増加。
    2. 広島発着の「のぞみ」のうち8本(4往復)を博多まで延長、東京 - 博多間定期「のぞみ」が1時間3往復になる時間帯を拡大。
    3. 朝の東京行き「のぞみ」にN700系を集中投入（名古屋駅では始発から7本連続、新大阪駅・京都駅では始発から6本連続）。朝の上り「のぞみ」の一部をスピードアップ。
    4. 東京発博多行き最終「のぞみ」が徳山駅に追加停車し、徳山駅に停車する定期「のぞみ」が6本（3往復）になる。
    5. ダイヤ改正以降、新大阪発着の列車も並行して順次N700系に置き換えられる。
- 2011年（平成23年）3月12日：ダイヤ改正により以下のように変更[32]。
  1. 300系・700系の3号車を禁煙化し、「のぞみ」の自由席はすべて禁煙車になる。
  2. 東京発着の定期「のぞみ」162本（81往復）のうち149本がN700系で運行されるようになる。
  3. 朝の東京行き「のぞみ」を臨時列車として1本追加。これで8時台に東京駅に着く「のぞみ」が6本に増加。
  4. 九州新幹線全線開業に伴い新大阪 - 博多間の16両の「のぞみ」1往復が8両の「みずほ」に編入された。山陽内で完結する定期「のぞみ」が消滅する。これにより山陽区間を走る定期「のぞみ」は全列車N700系での運用になる。それ以外でも、博多発着の「のぞみ」を極力同一ホームで「さくら」「つばめ」と接続可能な体制が整備される。
  5. 新山口駅と徳山駅に1本ずつ「のぞみ」停車本数が増加し、姫路駅は2本通過する。
- 2012年（平成24年）
  - 3月16日：この日の臨時「のぞみ」によるさよなら運転をもって300系の運行を終了。300系JR東海最終列車の車内
2012年3月16日

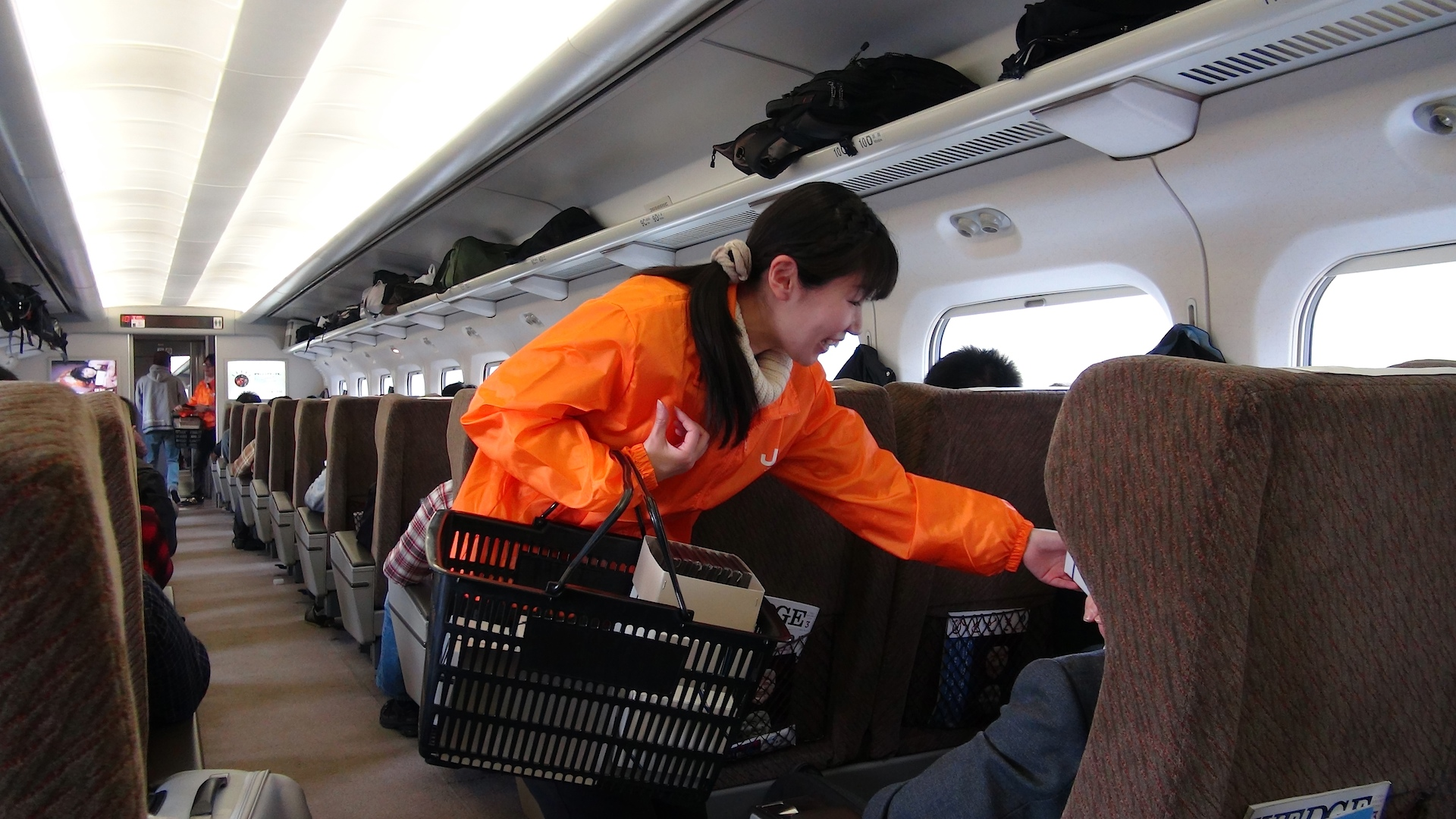
300系JR東海最終列車の車内
2012年3月16日

  - 3月17日：ダイヤ改正により以下のように変更[33]。
    1. 定期「のぞみ」がすべてN700系に統一される。
    2. 新たに下り1本が西明石駅に停車するようになる。
    3. 東京 - 博多間の「のぞみ」のうち1往復を広島発着に変更。ただし、多客期には博多まで臨時列車として運行される。
    4. 東京発18時台および19時台のみ新大阪行きの「ひかり」をN700系へ置換えて2時間53分へスピードアップしたことにより、「のぞみ」の1時間10本体制を初めて導入。
- 2013年（平成25年）3月16日：ダイヤ改正により、「のぞみ」の1時間最大10本体制を東京発7時台および8時台にも下りのみ拡大。
  -     1. 東京 - 博多間の下り「のぞみ」のうち1本を広島止まりに変更。ただし、多客期には博多まで臨時列車として運行される。
- 2014年（平成26年）3月15日：ダイヤ改正により、東京駅を毎時33分発および10分着の「ひかり」（東京 - 新大阪間）がすべてN700系に置換えられ上り2時間54分、下り2時間53分へのスピードアップをしたことにより、「のぞみ」の1時間当たり最大10本体制が拡大される。
- 2015年（平成27年）3月14日：ダイヤ改正で東海道新幹線の最高速度が285km/hに引き上げられたことにより一部列車の所要時間が最大3分短縮された。また、寝台特急「北斗星」の定期運行終了（臨時列車化[注 24]）に伴い、定期列車として日本最長の運行距離の列車となった。
  1. 2008年以来の博多発着の「のぞみ」の山陽区間の選択停車駅を変更し、東京毎時10分発の博多行き「のぞみ」が一部を除いて福山駅に停車、毎時30分発の博多行き「のぞみ」は新山口駅に停車[注 25]になる。

### 令和改元後
- 2020年 (令和2年) 
  - 3月1日：この日の団体臨時列車をもって700系の運行を終了。3月8日に最終運行列車となる「のぞみ315号」の運転が予定されていたが、新型コロナウイルスの流行に伴い運休となった。
  - 3月14日：ダイヤ改正により、「のぞみ」の1時間当たり最大運行本数が東京駅発の7時から20時台にかけて12本体制となった[注 26][34]。また、のぞみ全列車のダイヤがN700系の運転曲線によるダイヤとなるため、東京 - 新大阪間の所要時間が最大2時間30分に短縮される。
- 2023年 (令和5年) 
  - 3月18日：ダイヤ改正で、新横浜始発新大阪行きの臨時のぞみを初設定。相鉄・東急新横浜線の開業に伴う利便性向上を目的とし、主に月曜日と土曜日に運行される。この列車は先発の新横浜始発のひかりを小田原駅で追い抜く。
  - 秋以降：3大ピーク期[注 4]期間中は全席指定で運行する（一部例外あり。前述）。なお、自由席特急券で立席利用は可能とする[35]。
- 2024年 (令和6年) 
  - 1月19日：東海道新幹線の停電に伴い、のぞみ95号が新大阪→姫路間で運休、同区間で500系を使用した臨時のぞみ967号を運転。
  - 11月28日：「のぞみ」の自由席を3両から2両に削減する方向で検討。
  - 12月3日：「のぞみ」の普通車指定席の拡大を正式に発表[36][37]。
- 2025年 (令和7年) 
  - 3月15日：「のぞみ」の普通車指定席拡大に伴い、「のぞみ」の3号車を自由席から指定席に変更[38][39]。

今後、東海道新幹線の京都 - 米原間にて、一部列車の最高速度を330km/hに引き上げる予定が2009年に発表された。対象列車を東京 - 新大阪間運行の始発と終発の「のぞみ」に限定し、前方に列車がないことを条件として実施される予定とされていたが、2024年現在でも実現していない。
また、将来的にはリニア中央新幹線全線開業後も、リニアのルートから外れる新横浜駅や京都駅、リニア自体が通る予定がない新神戸駅の各駅の利用者に配慮する形で「のぞみ」は存続すると、山田佳臣が発言している。

## 事故・事件

### のぞみ24号殺人事件
1993年8月23日、博多発東京行のぞみ24号のグリーン車で埼玉県在住の男性が薬物中毒の男に刺殺される事件が発生。

### 東海道新幹線墨子事件
1993年8月28日、東京発新大阪行きのぞみ303号が滋賀県彦根市を走行中にレールに巻かれた鉄製チェーンをひき一時停車する事件が発生。

### 東海道新幹線火災事件
2015年6月30日午前11時半ごろ、東京発新大阪行きのぞみ225号（N700系X59編成）が新横浜 - 小田原間を走行中、先頭車両の1号車で乗客の男が油のようなものをかぶって火をつけ、火災が発生。この火災で火をつけた男と乗客の女性1人が死亡、その他重軽傷者多数となった。
1964年10月1日の東海道新幹線の開業以来、営業中の新幹線用旅客車両車内における初の火災ともなった。意図的に火を点けているため厳密には事故ではなく放火だが、国土交通省は「新幹線初の列車火災事故」と認定し、JTSB（運輸安全委員会）に通報、同委員会が調査をした。

### 台車亀裂
2017年12月11日、のぞみ34号東京行きは博多駅を予定どおり13時33分に出発したが、その後しばらくして乗務員が異変に気付き、名古屋駅14番線に到着後、そのまま運行を取りやめた。このまま走行を続けるのは危険と判断し、その後1週間に渡って14番線から身動きが取れなくなった。
次々に来る新幹線に対応するため、名古屋駅では通常2つのホームに交互に到着させることで過密ダイヤをやり繰りしている。14番線閉鎖中はそれができなくなったため、上りのダイヤを中心に遅れが生じた。また夜間帯の上りの一部の列車で、通常「のぞみ」が停車しない岐阜羽島駅への臨時停車を行った。
当該車両はJR西日本所有のN700系K5編成（785-5505）で、その後の検査で台車の亀裂と油漏れが見つかり、国の安全運輸委員会はこれを新幹線では初となる重大インシデントに認定した。

### のぞみ265号殺傷事件
2018年6月9日午後9時50分ごろ、東京発新大阪行のぞみ265号が新横浜 - 小田原間を走行中、12号車に乗車していた22歳の男が突然鉈を振り回しながら乗客3人を刺した。新幹線は小田原駅で緊急停車した後、男は神奈川県警察に殺人未遂の現行犯で逮捕され小田原警察署に移送された（乗客1人が亡くなったため、被疑事実を殺人罪に切り替え）。刺された乗客3人は小田原市内の病院に搬送され、うち男性1人の死亡が確認された。
また、この事件をきっかけに鉄道運輸規程の改正が行われ、鉄道車内への刃物の持込が一切禁止されるようになった。